# 加越能巴士

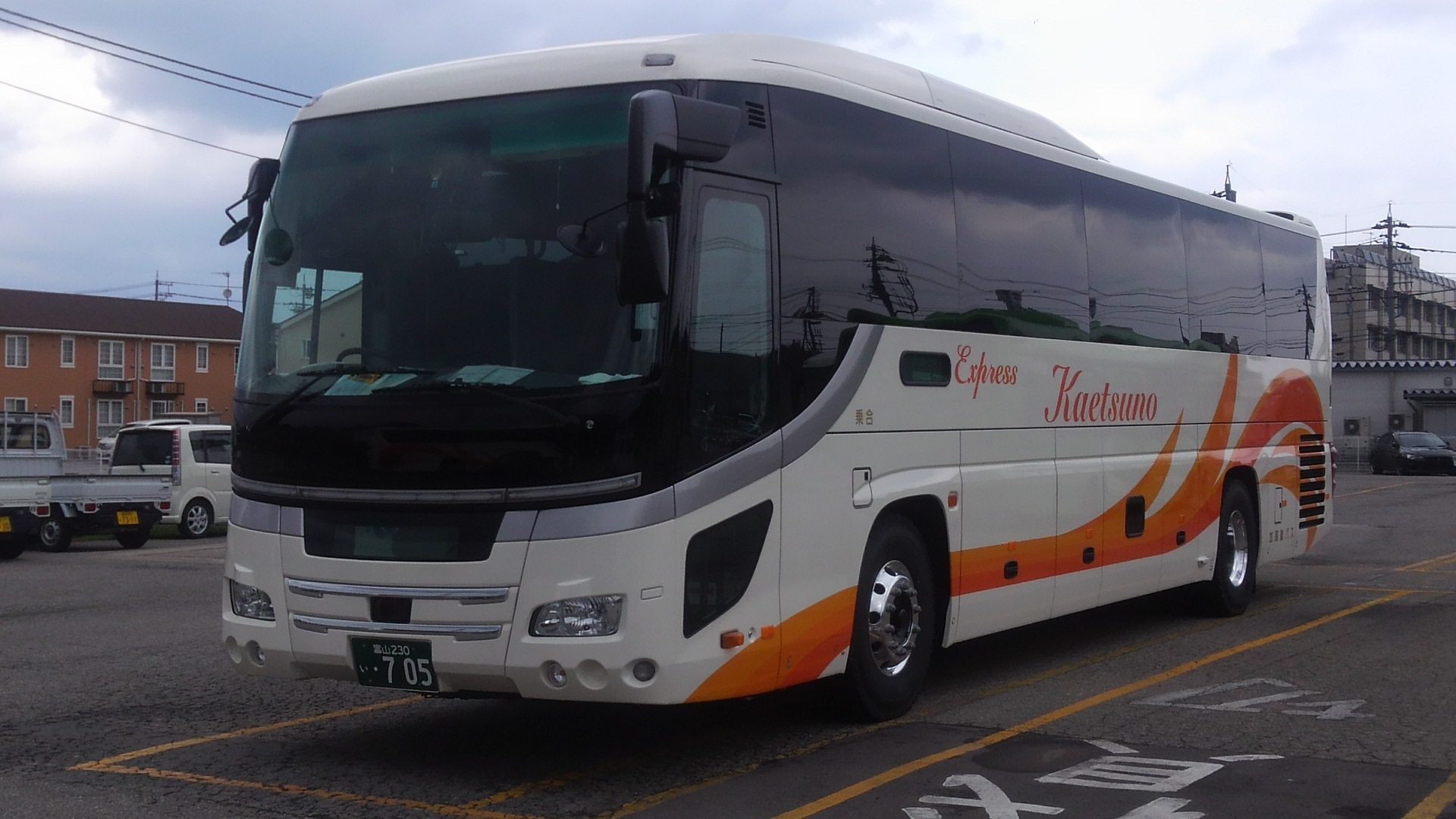
高速巴士車輛

加越能巴士（日语：／）株式會社是一間主要在富山縣西部經營一般巴士路線和高速巴士路線的巴士公司。除了一般巴士路線和高速巴士業務外，還有租賃巴士業務、旅行業務、保險代理業務和體育會業務。加越能巴士為富山地方鐵道的合併子公司。
舊公司名為加越能鐵道（日语：／）株式會社。當時公司擁有和營運鐵路和電車線（鐵路公司）。在2002年，公司把萬葉線轉讓給第三部門萬葉線株式會社後，加越能鐵道再沒有經營鐵路業務。在2012年，公司名稱改為現時的名字。

## 歷史
- 1950年（昭和25年）10月23日[2]：為了計劃建設鐵路連接加越能三國（包含在石川縣內的舊加賀國、越中國和能登國），富山地方鐵道（地鐵）出資（後來北陸鐵道、富山縣、石川縣和石川縣金澤市也出資）成立加越能鐵道株式會社。同時從地鐵接手經營加越線（石動站至青島町站（後來成為庄川町站））和富山縣西部的巴士業務。
- 1959年（昭和34年）4月1日：從地鐵接手經營高岡軌道線（地鐵高岡站 - 米島口站 - 新湊站（現時：六渡寺站））和伏木線（米島口站 - 伏木港站）。
- 1966年（昭和41年）4月5日：為了建設富山新港（日语：富山新港），使地鐵射水線分開為兩邊，於新港西邊的越潟站至新湊站（日语：新湊駅）之間區間由加越能鐵道接手經營，並編入至新湊港線。
- 1971年（昭和46年）9月1日：廢除伏木線。
- 1972年（昭和47年）9月16日：廢除加越線。
- 2002年（平成14年）2月1日：萬葉線（高岡軌道線、新湊港線）轉讓給第三部門公司萬葉線株式會社，加越能鐵道退出鐵路業務。
- 2012年（平成24年）10月1日：為了公司名稱配合實際業務，公司名稱改為「加越能巴士株式會社」[3]。
- 2015年（平成27年）3月10日：隨著北陸新幹線長野站至金澤站之間準備開通，一般巴士路線實施大規模時間表修正[4]。

## 歷代社長
1. 佐伯宗義（日语：佐伯宗義）
2. 西泰藏
3. 武田儀八郎
4. 綿貫民輔
5. 西泰藏
6. 舟木信成
7. 四十萬小祐
8. 高田秀穗
9. 成瀨清弘
10. 緒方裕
11. 松原信恭
12. 板谷洋（1993年 - 1999年）
13. 三川勝之（1999年 - 2007年）
14. 桑名博勝（2007年 - 2009年）[a]
15. 川岸宏（2009年 - 2013年）[a]
16. 桑名博勝（2013年 - 2015年）[a][b]
17. 稻田祐治（2015年 - 2021年）
18. 中田邦彥（2021年 - ）

## 巴士業務

### 一般巴士路線
加越能巴士的一般巴士路線主要集中在富山縣西部的高岡市。在冰見市、射水市、小矢部市、礪波市和南礪市也有巴士路線。部分路線延伸至石川縣金澤市。營業所方面，除了高岡營業所（總部）外，還有冰見營業所和礪波營業所。曾經在小矢部市等地區也有營業所。
在北陸新幹線長野站至金澤站之間準備開業前的2015年3月10日，於高岡站南口至新高岡站之間的巴士服務加班，提供較頻密班次。
富山縣西部六個市與兩站之間的巴士服務中，兩個巴士站的出發時間是每小時的06、16、…、56分。因此曾經附上了「Shuttle 6」的暱稱。在實際營運上，高岡站與大部分前往各方向的巴士路線中，部分班次會駛入高岡站至新高岡站之間的區間。當中，高岡站南口→新高岡站的路線途經
- 高岡站前→高岡站南口→瑞龍寺口→AEON Mall口→新高岡站→AEON Mall南→濟生會高岡醫院（日语：富山県済生会高岡病院）

新高岡站→高岡站南口的路線途經
- 濟生會高岡醫院→高岡Techno Dome（日语：高岡テクノドーム）→AEON Mall高岡（日语：イオンモール高岡）→新高岡站→瑞龍寺口→高岡站南口→高岡站前

但是部分路線班次不會行走高岡站前-高岡站南口之間或新高岡站-濟生會高岡醫院之間。此外，在2019年6月29日起開設瑞龍寺線穿梭巴士，後來因新冠疫情影響而暫停營業，最後在2022年4月1日取消。
下列部分路線中會標記「生活交通路線」，這些路線是受日本政府、富山縣、岐阜縣與沿線市町村補貼營運。
以下路線名稱是取自車費表。另外，如沒有其他路線重疊，則省略該部分途經的地點。部分路線名稱若與官方指南上相異，將會個別注明。
高岡市內線
- ○1：高岡站前→古城公園（日语：高岡古城公園）→高岡市民醫院（日语：高岡市民病院）→Hello Work高岡前（與4系統直通運行）
- ○2：高岡站前←古城公園←高岡市民醫院←Hello Work高岡前（與3系統直通運行）
- △3：高岡站前→橫田本町→瑞穗町→羽廣→厚生連醫院（日语：厚生連高岡病院）前→博勞町→高岡站前
- △4：高岡站前←橫田本町←瑞穗町←羽廣←厚生連醫院前←博勞町←高岡站前

四谷循環線
- 末廣町→橫田本町→第一高校（日语：高岡第一高等学校）→廣小路→高岡站前（只於上學日早上行走）
- 第一高校前→橫田本町→高岡站前（只於上學日黃昏行走）
  - 只於平日行走，星期六、日及學校假期暫停服務。

高岡站南口〜AEON線
- 100：AEON Mall高岡→新高岡站→瑞龍寺口→高岡站南口→高岡站前
- 200：高岡站南口→瑞龍寺口→AEON Mall口→新高岡站
- 400：高岡站南口→瑞龍寺口→AEON Mall口→新高岡站→AEON Mall高岡（只於星期六及日行走）

脇線
- ←110/10→：高岡站前 - 廣小路 - 四屋 - 新守山 - 冰見站口 - 冰見阿尾之浦溫泉 - 岩井戶溫泉（日语：岩井戸温泉） - 九殿濱 - 脇（生活交通路線）
- ←310/10→：濟生會高岡醫院 - 新高岡站 - 高岡站南口 - 高岡站前 - 廣小路 - 四屋 - 新守山 - 冰見站口 - 冰見阿尾之浦溫泉 - 岩井戶溫泉 - 九殿濱 - 脇
  - 在終點站旁可轉乘北鐵能登巴士（日语：北鉄能登バス）脇線（七尾站方向）。
  - 被指定為生活交通路線，路線受自治體補貼。
  - 當巴士離開冰見市區後，路線會沿日本海沿岸行走。
  - 2015年3月10日：路線從高岡站前延伸至濟生會高岡醫院[5]。

冰見線（經新守山）
- ←111/11→：高岡站前 - 廣小路 - 四屋 - 新守山 - 柳田 - 冰見站口 - 冰見中央 - 冰見營業所 - 冰見市民醫院（日语：金沢医科大学氷見市民病院）（生活交通路線）
- ←311/11→：濟生會高岡醫院 - 新高岡站 - 高岡站南口 - 高岡站前 - 廣小路 - 四屋 - 新守山 - 柳田 - 冰見站口 - 冰見中央 - 冰見營業所 - 冰見市民醫院（生活交通路線）
  - 1989年11月6日：引入巴士定位系統（日语：バスロケーションシステム）。
  - 2015年3月10日：路線從高岡站前延伸至濟生會高岡醫院[5]。

冰見線（經伏木）
- ←320/20→：濟生會高岡醫院 - 新高岡站 - 高岡站南口 - 高岡站前 - 廣小路 - Hello Work高岡前 - 米島 - 矢田 - 伏木站前 - 國分 - 雨晴站前 - 中村紀念醫院 - 柳田 - 冰見站口 - 冰見中央 - 冰見營業所 - 冰見市民醫院（生活交通路線）
  - 2015年3月10日：路線從高岡站前延伸至濟生會高岡醫院[5]。
  - 在國分至雨晴附近區間，巴士會沿日本海富山灣沿岸行走。

冰見線（經高岡伏木醫院）
- ←324/24→：濟生會高岡醫院 - 新高岡站 - 高岡站南口 - 高岡站前 - 廣小路 - Hello Work高岡前 - 米島 - 矢田神社前 - 高岡伏木醫院（日语：地域医療機能推進機構高岡ふしき病院） - 古府 - 伏木一之宮 - 中村紀念醫院 - 柳田 - 冰見站口 - 冰見中央 - 冰見營業所 - 冰見市民醫院
  - 2014年4月1日：路線名稱從冰見線（經社會保險高岡醫院）改為冰見線（經高岡伏木醫院）[8]。
  - 2015年3月10日：路線從高岡站前延伸至濟生會高岡醫院[5]。
  - 在國分至雨晴附近區間，巴士會沿日本海富山灣沿岸行走。

伏木循環線
- 26：高岡站前→廣小路→Hello Work高岡前→米島→矢田神社前→伏木一之宮→國分→伏木站前→矢田→米島→（中略）→ 高岡站前（向西循環 伏木循環）
- 27：高岡駅前→廣小路→Hello Work高岡前→米島→矢田神社前→伏木一之宮→國分→伏木站前→矢田（向西循環 伏木循環）
  - 1989年11月6日：引入巴士定位系統。
  - 2015年3月10日：路線從高岡站前延伸至濟生會高岡醫院[5]。
  - 2022年4月1日：AEON～矢田線、新高岡站～矢田神社線廢除，自此統一於高岡站前到發[9]。
  - 早上從矢田神社前出發的路線是26系統，深夜以矢田為終站的路線是27系統。

古府循環線
- 21：高岡站前→廣小路→Hello Work高岡前→米島→矢田→伏木站前→國分→伏木一之宮→高岡伏木醫院→矢田神社前→米島→（中略）→高岡站前（向東循環 伏木循環）
- 22：高岡站前→廣小路→高岡市民醫院→Hello Work高岡前→米島→矢田→伏木站前→國分→伏木一之宮→高岡伏木醫院→矢田神社前→米島→（中略）→高岡站前（向東循環  伏木循環）
- 23：高岡站前→廣小路→高岡市民醫院→Hello Work高岡前→米島→矢田神社前→高岡伏木醫院→伏木一之宮→國分→伏木站前→矢田→米島→（中略）→高岡站前（向西循環 伏木循環）
- 25：高岡站前→廣小路→Hello Work高岡前→米島→矢田神社前→高岡伏木醫院→伏木一之宮→國分→伏木站前→矢田→米島→（中略）→高岡站前（向西循環 伏木循環）
  - 伏木循環線途經高岡伏木醫院。
  - 1989年11月6日：引入巴士定位系統。
  - 2003年4月1日：路線延伸至濟生會醫院（途經AEON高岡）[10]。
  - 2015年3月10日：駛入濟生會醫院的班次改為前往新高岡站及從AEON Mall高岡出發，部分班次途經高岡市民醫院[5]。
  - 2022年4月1日：古府循環AEON線、古府循環新高岡站線廢除，統一於高岡站前到發[9]。

冰見線（途經佛生寺）
- ←330/30→：濟生會高岡醫院 - 新高岡站 - 高岡站南口 - 高岡站前 - 橫田本町 - 高岡商業高校（日语：高岡商業高校）前 - 佐加野 - 頭川 - 佛生寺 - 萬尾 - 冰見站口 - 冰見中央 - 冰見營業所 - 冰見市民醫院（生活交通路線）
  - 2015年3月10日：路線從高岡站前延伸至濟生會高岡醫院[5]。

國吉線
- ←131/31→：高岡站前 - 橫田本町 - 高岡商業高校前 - 佐加野 - 國吉
  - 2003年4月1日：路線延伸至濟生會醫院（途經AEON高岡）[10]。
  - 2015年3月10日：駛入濟生會醫院的班次改為前往新高岡站及從AEON Mall高岡出發[5]。
  - 曾經設有前往勝木原的巴士路線，名為「西廣谷線」。在2019年10月1日時間表修正起，國吉至勝木原之間被廢除。
  - 2022年4月1日：廢除駛入AEON Mall高岡的系統（AEON〜國吉線）[9]。

南波岡線
- ←132/32→：高岡站前 - 橫田本町 - 高岡商業高校前 - 南波岡
  - 只於平日行走。

城光寺線
- ←240/40→：AEON Mall高岡→新高岡站 - 高岡站南口 - 高岡站前 - 志貴野中學前 - 開發町 - 富大高岡校園前 - 二上團地前 - 城光寺運動公園（日语：城光寺運動公園）
- ←241/41→：AEON Mall高岡→新高岡站 - 高岡站南口 - 高岡站前 - 志貴野中學前 - 開發町 - 富大高岡校園前 - 二上團地前
  - 2015年3月10日：路線部分班次從高岡站前延伸至新高岡站，部分班次從AEON Mall高岡延伸至高岡站前[5]。

高岡〜石動〜奧特萊斯購物城線
- ←350/50→：濟生會高岡醫院 - 高岡站南口 - 高岡站前 - 橫田本町 - 內島 - 福岡町（日语：福岡町 (富山県)） - 大瀧 - 石動站前（生活交通路線）
- ←351/51→：濟生會高岡醫院 - 高岡站南口 - 高岡站前 - 橫田本町 - 內島 - 福岡町 - 大瀧 - 石動站前 - 綜合會館口 - 三井奧特萊斯購物城北陸小矢部（日语：三井アウトレットパーク北陸小矢部）
- 奧特萊斯穿梭：石動站前 - 綜合會館口 - 三井奧特萊斯購物城北陸小矢部
  - 2015年3月10日：路線從高岡站前延伸至濟生會高岡醫院[5]。
  - 2015年7月13日：路線從石動站前延伸至三井奧特萊斯購物城北陸小矢部。開設奧特萊斯穿梭服務[11]。

庄川町線
- ←160/60→：高岡站前 - 清水町 - 關町 - 高岡站南口 - 新高岡站 - 二塚 - 佐野新町 - 市野瀨 - 戶出團地 - 戶出町 - 油田  - 礪波市政廳（日语：砺波市役所）前 - 礪波站前 - 礪波綜合醫院（日语：砺波総合病院）前 - AEON Mall礪波（日语：イオンモールとなみ）前 - 荒高屋 - 井波 - 瑞泉寺（日语：真宗大谷派井波別院瑞泉寺）前 - 庄川支所前 - 庄川町（日语：庄川町）（生活交通路線）
  - 2002年3月末：路線縮短至越中庄川鄀。
  - 2004年2月末：隨著越中庄川莊關閉，變成了現在的路線。
  - 2015年3月10日：途經新高岡站的班次改路線名為「庄川町線（經新高岡站）」[5]。
  - 2017年4月1日：途經礪波綜合醫院、AEON Mall礪波的班次改路線名為「庄川町線（經礪波綜合醫院）」[12]。

小牧線
- ←161/61→：高岡站前 - 清水町 - 關町 - 高岡站南口 - 新高岡站 - 二塚 - 佐野新町 - 市野瀨 - 戶出團地 - 戶出町 - 油田  - 礪波市政廳前 - 礪波站前 - 礪波綜合醫院前 - AEON Mall礪波前 - 荒高屋 - 井波 - 瑞泉寺前 - 庄川支所前 - 小牧（日语：小牧ダム）（舊・小牧堰堤）
  - 從小牧可轉乘庄川觀光船。另外，庄川中央至庄川中學口之間，以及庄川水紀念公園前至上金屋之間為自由上落車區間，乘客可於巴士站以外範圍上下車。
  - 該路線曾經繼續沿國道156號南下至西赤尾。
  - 2015年3月10日：途經新高岡站的班次改路線名為「小牧線（經新高岡站）」[5]。
  - 2017年4月1日：途經礪波綜合醫院、AEON Mall礪波的班次改路線名為「小牧線（經礪波綜合醫院）」[12]。

高岡法科大學線
- ←162/62→：高岡站前 - 清水町 - 關町 - 高岡站南口 - 新高岡站 - 二塚 - 佐野新町 - 市野瀬 - 戶出町 - 戶出站前 - 高岡法科大學（日语：高岡法科大学）前
  - 2015年3月10日：途經新高岡站的班次改路線名為「高岡法科大學線（經新高岡站）」[5]。

戶出東部小學線
- ←163/63→：高岡站前 - 清水町 - 關町 - 高岡站南口 - 新高岡站 - 二塚 - 佐野新町 - 市野瀨 - 池田町 - 戶出東部小學（日语：高岡市立戸出東部小学校）前
  - 2015年3月10日：庄川町線（途經戶出東部小學班次）取代此線[5]。

中田町線
- ←170/70→：高岡站南口 - 新高岡站 - 濟生會高岡醫院 - 廣上北部 - 中田團地 - 中田町 - 中田中學（日语：高岡市立中田中学校）前（生活交通路線）

石堤循環線
- 80：高岡站前→博勞町→厚生連醫院前→羽廣→荒屋敷→石堤→新生苑前→荒屋敷→(中略)→高岡站前

高岡站前-富山高專線
- 高岡站前 - 大島分廳舍前 - 富山高專
  - 只於平日行走，星期六、日及學校假期暫停服務。
  - 高岡站前 - 大島分廳舍前之間的路線由於與富山地鐵巴士路線重疊，因此乘客不可只使用該區間。
  - 2020年4月1日：開始行走[13]。

冰見市民醫院〜脇線
- 冰見市民醫院 - 冰見營業所 - 冰見中央 - 冰見站口 - 冰見阿尾之浦溫泉 - 岩井戶溫泉 - 九殿濱 - 脇

冰見高校線
- 冰見站前 - 冰見站口 - 冰見高校（日语：富山県立氷見高等学校）前
  - 只於平日行走，星期六、日、假期及學校假期暫停服務。

冰見番屋街線
- 冰見站前 - 冰見中央 - 冰見番屋街（日语：ひみ番屋街）（冰見市區周遊巴士）
  - 由冰見營業所管轄[14]。
  - 平日由市街地循環線提供服務，因此此線在平日暫停服務[14]。
  - 2012年10月1日：為了配合冰見番屋街開業而開辦[15]。

冰見市民醫院線
- 冰見站前 - 冰見中央 - 冰見番屋街 - 加納 - 冰見營業所 - 冰見市民醫院（氷見市區周遊巴士）
  - 由冰見營業所管轄[14]。
  - 星期日及假日暫停服務[14]。
  - 2012年10月1日：為了配合冰見番屋街開業而開辦[15]。

市街地循環線
- 冰見市民醫院 - 冰見營業所 - 冰見站前 - 冰見中央 - 冰見番屋街 - 加納 - 冰見營業所 - 冰見市民醫院（氷見市區周遊巴士）
  - 由冰見營業所管轄[14]。
  - 星期日及假日暫停服務[14]。
  - 2013年3月16日：開始營運[16]。

加越線
- 石動站前 - 藪波 - 津澤町（日语：津沢町） - 福野 - 福野站前 - 高瀨神社前 - 井波 - 北川
  - 該路線是承繼於1972年廢除的加越能鐵道加越線。路線會途經該鐵路線的遺跡。
  - 2019年12月1日：北川至庄川町之間被廢除。

俱利伽羅不動寺線
- 石動站前 - 南谷 - 俱利迦羅不動寺（日语：倶利迦羅不動寺）
  - 毎月28日行走。但是受到土石流影響，自2020年8月起暫停營運。

若林線
- 礪波市政廳前 - 礪波站前 - 礪波綜合醫院前 - AEON Mall礪波前 - 若林農協前 - 園藝高校前 - 鷲島 - 石動站前
  - 2017年4月1日：路線開始逢星期六、日及假日暫停服務[12]。

礪波綜合運動公園線
- 礪波站南 - 礪波市政廳前 - 秋元 - 礪波綜合運動公園（日语：砺波総合運動公園）前 - 庄東中心 - 太田 - 矢木 - Apita前 - 礪波站南 - 礪波綜合醫院前 - 礪波市政廳前

南礪〜金澤線
- 井波 - 安清 -（城端站前）- 福光站前 - 溫森之鄉 - 二俁 - 金澤大學中央 - 若松 - 金澤星稜大學 - 金澤站西口（日语：金沢駅バスターミナル#西口）
  - 路線途經石川縣道·富山縣道27號金澤井波線（日语：石川県道・富山県道27号金沢井波線），為一條連接南礪市和石川縣金澤市之間的路線。
  - 自試行期間起，路線於北鐵巴士（日语：北鉄バス）營業範圍內不可乘車（金澤大學中央至金澤站西口之間）。
  - 2015年3月1日：隨著北陸新幹線延伸開業，於南礪市進行社會試驗，開設行走於井波〜福光站前〜金澤站西口之間的路線[17]。
  - 2015年8月1日：路線改為行走於城端站前〜福光站前〜金澤站西口之間[18]。
  - 2015年12月1日：路線改為行走於福光站前〜金澤站西口之間[19]。
  - 2016年4月1日：南礪市一方的終點站開始正式定為井波[20]。另外在社會試驗期間，乘客可以使用南巴士（南礪市營巴士）回數票用作支付車費，但是正式運行起不可再使用。
  - 2020年4月1日：部分班次改經城端站前，這些班次路線名稱定為「南礪〜金澤線（經城端站前）」[21]。

### 觀光巴士路線

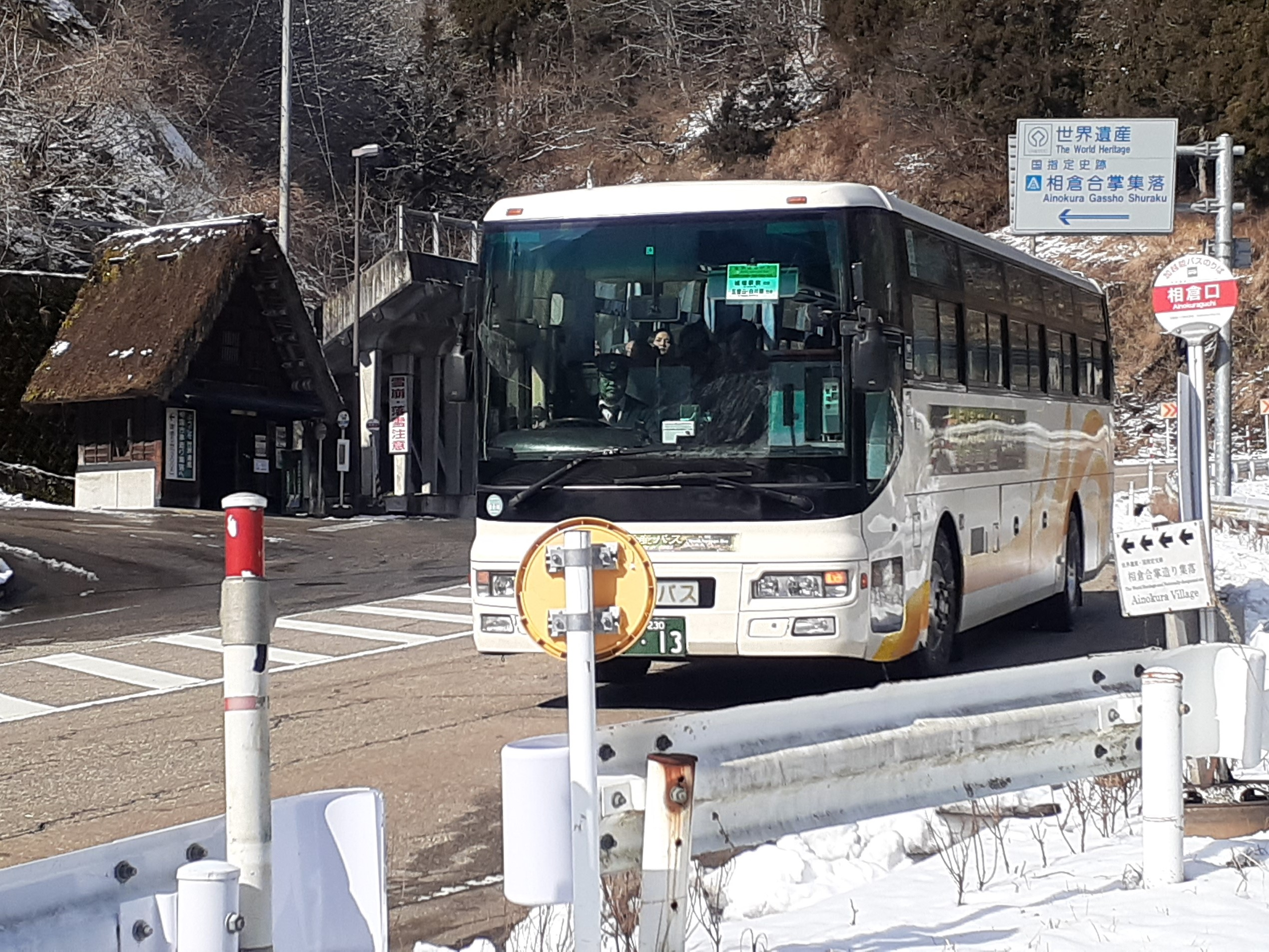
世界遺產巴士

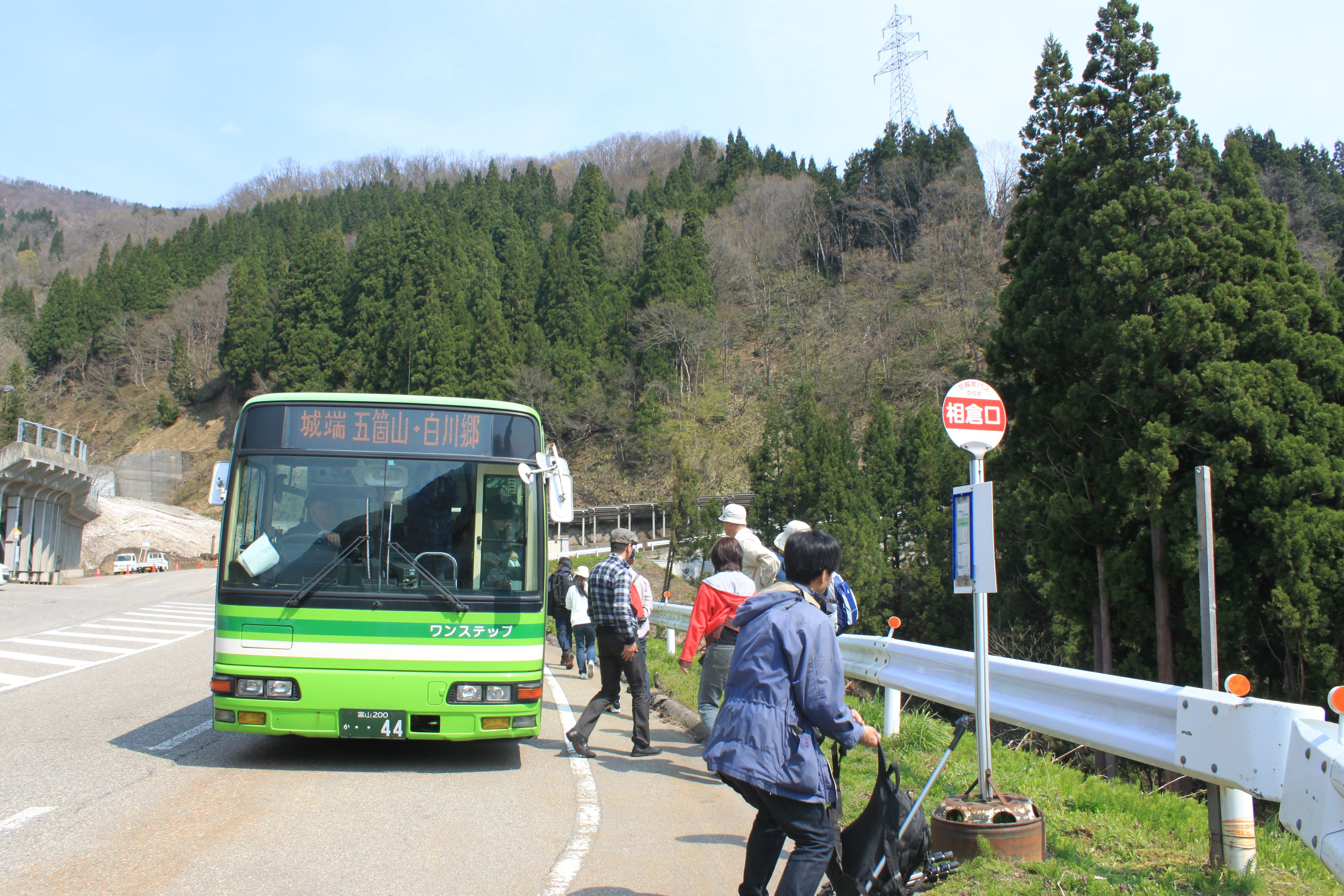
曾經行走一般巴士路線：五箇山·白川鄉線

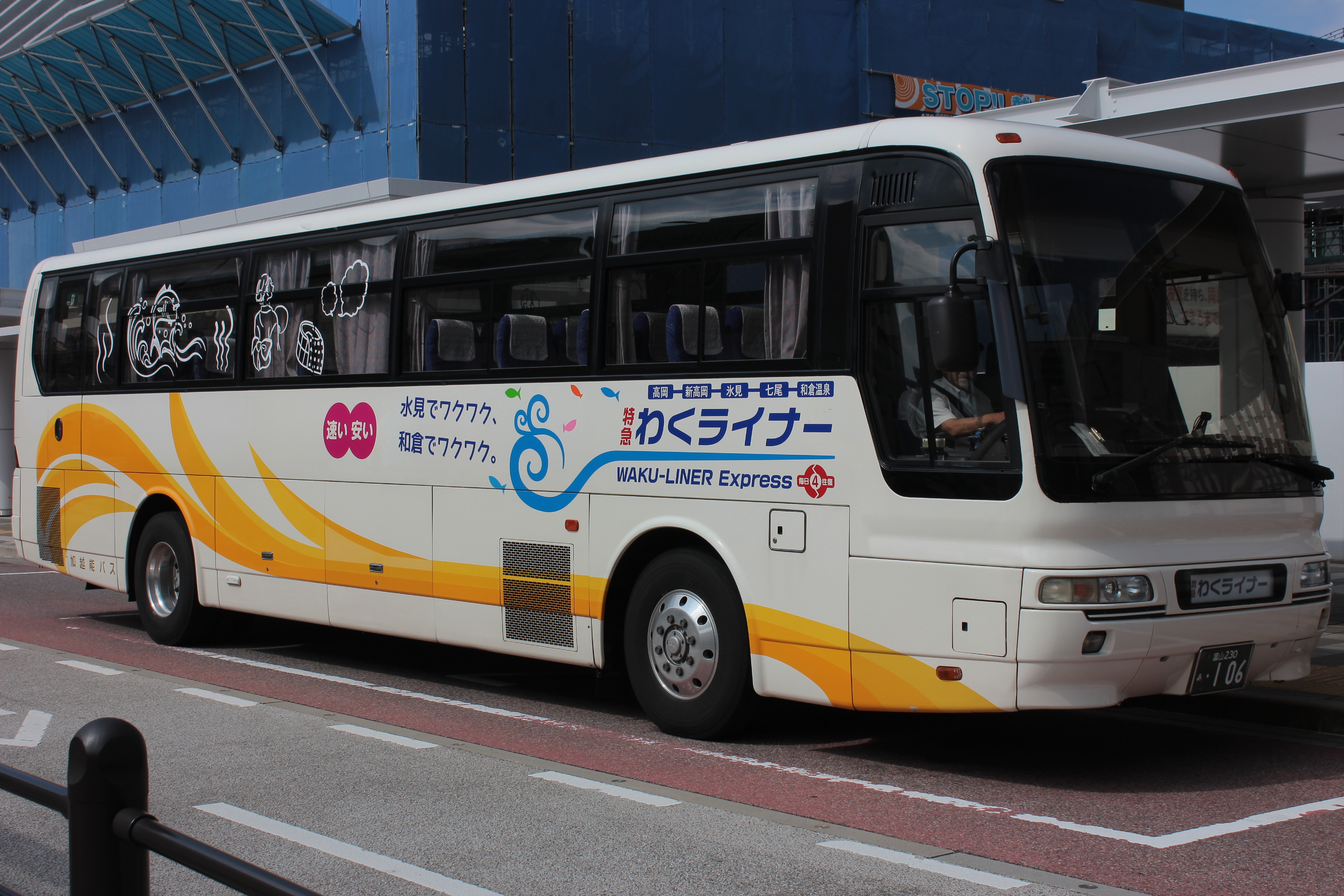
Waku Liner

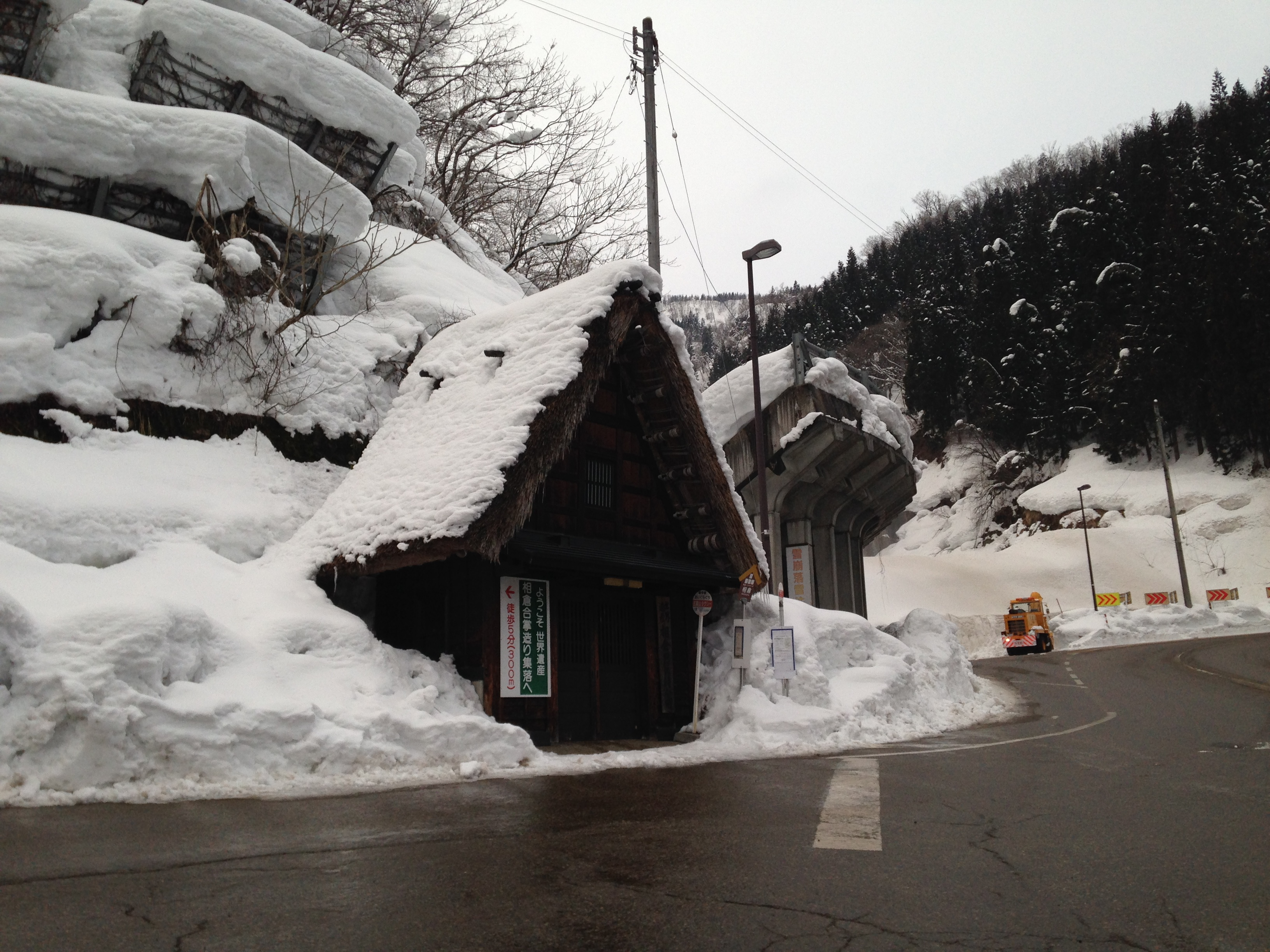
「世界遺產巴士」：高岡站前 - 新高岡站 - 能作前 - （高岡礪波智能IC（日语：高岡砺波スマートインターチェンジ） - 北陸自動車道 - 小矢部礪波JCT（日语：小矢部砺波ジャンクション） - 東海北陸自動車道 - 福光IC（日语：福光インターチェンジ）） - 城端站前 - 五箇山隧道（日语：五箇山トンネル）口 - 相倉口 - 下梨 - 上梨 - 菅沼 - 西赤尾 - 成出 - 鳩谷 - 白川鄉
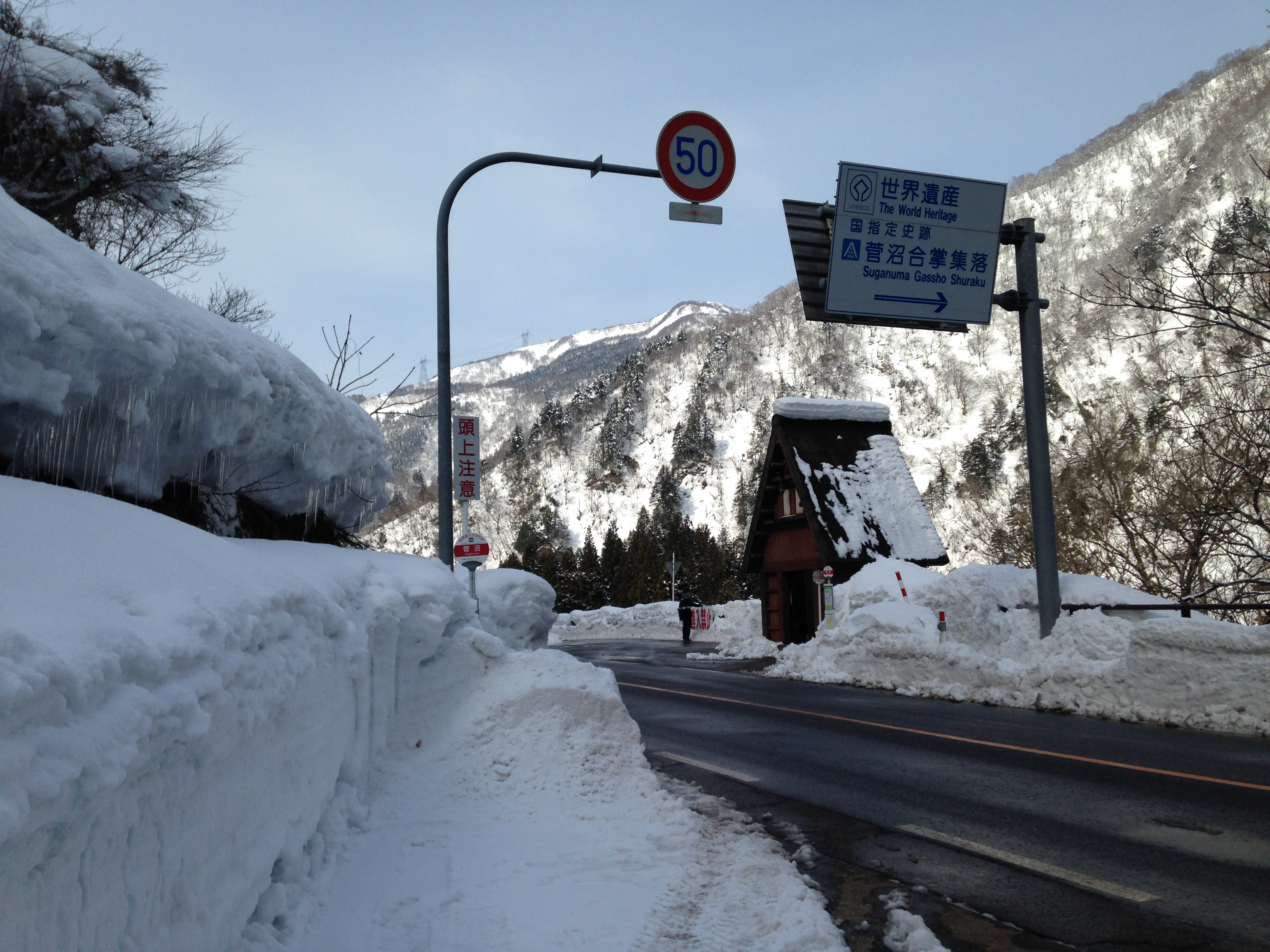
菅沼巴士站
  - 路線跨越縣界（日语：県境），進行岐阜縣大野郡白川村。城端站前至白川鄉之間的區間是從1979年，國鐵巴士（日语：国鉄バス）名金急行線（日语：名金急行線）分割出來[c]。巴士從高岡站前、新高岡站出發後，會途經古老的鑄件廠商「株式會社能作」之總部，隨後才進入高速公路前往城端站前[23]。從城端出發後，巴士會進入山區，在離開五箇山隧道後便到達被登錄為世界遺產的五箇山、相倉合掌村落和菅沼合掌村落等觀光景點。最後到達白川鄉。巴士在下梨處進入國道156號路段，然後沿庄川（日语：庄川）行走。從巴士車窗，於春天可看見的新綠（日语：新緑）色，於秋天可看見紅葉。沿道上可看田菅沼合掌村落。另外，沿道兩旁可看見由名金急行線車長佐藤良二（日语：佐藤良二）種植的櫻花樹，在春天可在路上看見櫻花盛放的情景。
  - 在中國和台灣渡過春節時期，由於前往該地區的觀光客急增，因此有時會超出巴士載客量（45人）。因此在春節期間（1月下旬至2月上旬）的約一星期，加越能巴士會安排巴士在高岡站前等地方等候，以便安排臨時班次[24]。
  - 城端站前至白川鄉之間被指定為生活交通路線，受日本、富山縣、岐阜縣和沿線市町村的補貼[6]。
  - 乘客不可只在高岡站前至新高岡站之間乘車。在城端站前至白川鄉之間的區間班次中，將會使用被稱為「世界遺產穿梭」的一般巴士車輛。下梨至成出之間是自由上落區間（日语：フリー乗降制），在巴士站以外的位置也可上下車。
  - 曾經設有整個區間只行走一般道路的巴士路線「五箇山·白川鄉線」，該路線行走於高岡站前 - 白川鄉（荻町神社前（日语：白川八幡神社））之間，每日設有4個往返班次。在高岡至城端之間，路線途經礪波站、福光站和越中山田站。巴士會駛入白川鄉內的荻町合掌村落。
  - 隨著北陸新幹線延伸開業而進行一項試驗。在2013年10月1日起，星期六及假日開設直行「世界遺產巴士」班次，在高岡站前至城端站前之間途經高速公路（在一般巴士路線中，也有1個往返班次途經高速公路。在平日使用一般巴士車輛行走）。這些行走高速公路班次會途經高岡IC（日语：高岡インターチェンジ） - 能越自動車道 - 小矢部礪波JCT - 東海北陸自動車道 - 福光IC。從高岡到發，以及行走於城端至白川鄉之間的區間班次各有4個往返班次。這些班次與一般巴士路線相異，這些班次不會駛入五箇山相倉村落，而是會駛入白川鄉的荻町合掌村落，並於Seseragi公園到發。另外，除了區間2個往返班次外，於城端至白川鄉之間只停靠主要巴士站[25][26]。
  - 在2014年10月1日起，世界遺產巴士正式行走。全區間只行走一般道路的巴士路線被廢除。巴士路線在高岡市內至城端站前之間途經高速道路，城端站前至白川鄉之間停靠各巴士站[d]。在白川鄉一方的終點站都是Seseragi公園（在2016年10月1日起改為白川鄉巴士總站（日语：白川郷バスターミナル）[27]），另外加越能巴士再不駛入荻町合掌村落內[28]。在2018年4月1日加停能作前巴士站，路線改經北陸自動車道[23]。

- 「Waku Liner」：高岡站前 - 新高岡站 - （高岡IC - 能越自動車道 - 冰見IC（日语：氷見インターチェンジ）） - 冰見番屋街（日语：道の駅氷見） - 冰見阿尾之浦溫泉 - 岩井戶溫泉 - （灘浦IC（日语：灘浦インターチェンジ） - 能越自動車道 - 七尾城山IC（日语：七尾城山インターチェンジ）） - 七尾站前 - 和倉溫泉觀光協會前·和倉溫泉
  - 在2015年1月10日起開始行走[29]，從當日起至3月8日之間，只於星期六、日及假日行走。在北陸新幹線延伸開業後，於同年3月14日至12月31日之間毎日行走[29]。在2016年1月1日起正式營運[30]。在2020年4月1日起，只於星期六至一、假日和多客時期等特定日子行走[31]。
  - 乘客不可以只乘坐七尾站前至和倉溫泉觀光協會前·和倉溫泉之間區間。
  - 持有西日本旅客鐵道（JR西日本）發售的「北陸三角路線車票」可乘坐此路線[32]。

- 相倉口巴士站
- 菅沼巴士站

### 高速巴士
- 「名古屋線」

- 「高山線」：（高岡巴士總站（海豚交通）） - 高岡站前 - 新高岡站 - （三井奧特萊斯購物城北陸小矢部 - 礪波站南口 - 三幸礪波（日语：三幸 (スーパーマーケット)）） - 白川鄉 - 高山濃飛巴士中心（日语：高山濃飛バスセンター）（海豚交通（日语：イルカ交通）、濃飛巴士（日语：濃飛乗合自動車）聯營）
  - 與世界遺產巴士一樣，都是連接富山縣和岐阜縣（大野郡白川村、高山市）之間的路線。當初在2020年4月10日起，預定每日設有5個往返班次[33]，但是由於新冠疫情影響，在開業3日前的4月7日發表延遲開辦[34]。後來在同年8月7日起才開始營運，每日設有3個往返班次（公司負責1個往返班次）。並根據需求增加至原來的5個往返班次[35]。
  - 由北陸鐵道和濃飛乘合自動車聯營，行走於金澤 - 白川鄉 - 高山之間的高速巴士中，由於訪日外國客增加，使預約變得困難。因此便開辦了另一條連接高山及白川郷與北陸地方之間的高速巴士路線，以滿足觀光客的需求。另外，部分班次途經奧特萊斯和礪波站，前者方便觀光客購買，後者方便白川鄉周邊居民前往礪波站附近的醫療機構[36][e]。
  - 高岡站前、新高岡站 - 白川鄉之間的單程車票與世界遺產巴士相同[22][33]。
  - 由於不同班次所途經的地方不同，因此所需時間有較大落差。新高岡站 - 白川鄉之間最快只需1小時，部分班次在中途會追越世界遺產巴士的班次。而途經最多地方的班次則需時2小時25分，比世界遺產巴士（1小時55分）的所需時間還要長[22][33]。

另外，高岡至高山之間的高速巴士曾經經營2次。以下為3次的營運資料和過去的途經路線。
| 經營期間                            | 2012年11月17日 - 2013年3月31日 | 2018年10月6日 - 2019年9月29日                 | 2020年8月7日 -                                                   |
| ----------------------------------- | ------------------------------ | --------------------------------------------- | ---------------------------------------------------------------- |
| 行走日                              | 星期六及假日                   | 星期六及日                                    | 毎日                                                             |
| 每日班次數目                        | 2個往返班次                    | 1個往返班次                                   | 5個往返班次                                                      |
| 聯營巴士公司                        | 濃飛乘合自動車                 | （沒有，獨營）                                | 海豚交通、 濃飛乘合自動車                                        |
| 高岡站前、高山巴士中心以外的巴士站※ | 五箇山合掌之里、白川鄉         | 瑞龍寺口、新高岡站、 能作前、合掌之里（菅沼） | 高岡巴士總站、新高岡站、 奧特萊斯、礪波站南口、 三幸礪波、白川鄉 |
| 在白川鄉內的上下車限制              | 只限高岡方向班次使用           | 不途經                                        | 兩方向也可上下車                                                 |

- 高岡站前 - 五箇山合掌之里 - 白川鄉 - 高山濃飛巴士中心（與濃飛乘合自動車聯營）
  - 在2012年11月17日 - 2013年3月31日之間，為了北陸新幹線延伸開業而進行試驗，除了年尾年初外，只於星期六及假日行走。在白川鄉至高山之間只可乘車。另外也開設連接五箇山合掌之里和相倉至城端站前·櫻池之間的「五箇山穿梭巴士」。
    - 「五箇山穿梭巴士」：櫻池 - 城端站前 - 相倉 - 下梨 - 上梨 - 五箇山合掌之里

- 高岡站前 - 瑞龍寺口 - 新高岡站 - 能作前 - 合掌之里（菅沼） - 高山濃飛巴士中心
  - 在2018年10月6日起只於星期六及日行走。同時高岡站前至能作前之間只可乘車。在2019年9月29日結束營運。

- 「金澤線」：礪波市政廳前 - 礪波站南 - 高柳 - 金澤東警署（日语：金沢東警察署）前 - 金澤站東口（日语：金沢駅バスターミナル） - 武藏辻（日语：武蔵ヶ辻） - 南町（日语：南町 (金沢市)） - 香林坊（日语：香林坊） - 廣坂（日语：広坂 (金沢市)） - 兼六園下
  - 除了星期六、假日及年尾年初部分班次外，路線途經三井奧特萊斯購物城北陸小矢部。兩方向的乘客可上下車。
  - 在加越能鐵道時代，於1991年12月至1995年3月之間曾經設有「金澤 - 高岡線」，該路線與北陸鐵道聯營。只於週末及假日行走，走線是取自昔日的「金高急行線」，高岡站 - 瑞穗町 - 福岡駅 - 石動站 - 小矢部IC - （北陸道） - 金澤東IC - 橋場町（日语：橋場町 (金沢市)） - 武藏辻 - 金澤站。由於路線不途經金澤市繁華市區，因此使用量較低。在晩年不是使用觀光巴士行走，而是使用一般巴士路線的車輛。
  - 與北鐵金澤巴士（日语：北鉄金沢バス）聯營。在2019年（平成31年）4月1日時間表修正起，只由加越能巴士負責行走[40][42]。
  - 在2022年（令和4年）4月25日起，加越能巴士總部前 - 志貴野中學（日语：高岡市立志貴野中学校）前 - 廣小路（日语：広小路） - 高岡站前 - 瑞龍寺口 - AEON Mall口 - 戶出四丁目 - 砺波市政廳前之間所有班次暫停營業[43]。
  - 在2023年（令和5年）4月1日起，除了星期六、假日及年尾年初部分班次外，路線途經三井奧特萊斯購物城北陸小矢部[44]。
  - 2023年（令和5年[7月1日、「高岡·礪波 - 金澤線」改名為「礪波 - 金澤線」[45]。在北鐵站前中心（金澤站東口）不再販賣普通車票算回數票。

### 廢除路線
在上述提及，當北陸新幹線延伸開業時實施了大規模時間表修正，當中包括廢除部分路線。後來由於客量減少，使收入和支出狀況惡化，經營開始變得困難，使部分路線也相繼廢除。特別是2019年3月，營業距離減少1成。另外，由於訪日外國遊客增加導致人手短缺，使部分人手安排在包車方面。

#### 一般巴士路線
2015年3月10日廢除路線
以下路線全部在2015年3月10日時間表修正當日廢除。
- 「石瀨循環線（經野村）」：高岡站前 - 廣小路 - 中川 - 城東 - 高岡自動車學校前 - 石瀨本町 - 向陵高校（日语：高岡向陵高等学校）前 - 下田 - 下野村 - 野村 - （中略） - 高岡站前

- 「出來田循環線」：高岡站前 - 出來田 - 出來田新町 - 問屋中心 - 高岡綜合廳舍前 - 高岡站前
  - 只於平日及假日下午4時時段行走。

- 「蓮花寺循環線」：高岡站前 - 高岡綜合廳舍前 - 問屋中心 - 出來田 - 蓮花寺 - 高岡站前

- 「濟生會高岡醫院線（經問屋中心）」：高岡站前 - 芳野中學前 - 高岡綜合廳舍前 - 問屋中心 - 赤祖父 - AEON Mall高岡 - 濟生會高岡醫院

- 「濟生會高岡醫院線（經瑞龍寺口）」：職業安定所前 - 高岡市民醫院 - 中川上町 - 高岡站前 - 高岡站南 - 瑞龍寺口 - 京田 - AEON Mall高岡 - 濟生會高岡醫院
  - 部分班次於職業安定所前到發，以及部分班次行走於職業安定所前至高岡站前之間。

- 「AEON Mall高岡線」：高岡站前 - 高岡站南 - 瑞龍寺口 - 京田 - AEON Mall高岡

- 「泉丘循環線」：高岡站前 - 芳野中學前 - 赤祖父 - AEON Mall高岡 - 濟生會高岡醫院前 - Sports Core前 - 上黑田 - 泉丘 - 南星中學前 - 南星町 - 清水町 - 白銀町 - 高岡站前（也有逆向班次）

- 「中田町線（經小泉）」：高岡站前 - 末廣町 - 本丸會館前 - 中川 - 野村 - 大門口 - 東洋紡庄川工場前 - 大門中央 - 大門廳舍前 - 下條 - 淺井農協前 - 小泉 - 下麻生北 - 常國團地前 - 中田町
- 「中田町線（經水戶田）」：高岡站前 - 館川町 - 蓮花寺 - 大門錦町 - 大門小學前 - 本江 - 水戶田 - 櫛田神社（日语：櫛田神社 (射水市)）前 - 常國 - 中田町
- 「中田町線（經中田團地）」：高岡站前 - 高岡綜合廳舍前 - 問屋中心 - 赤祖父  - （AEON Mall高岡 - 高岡Techno Dome前 - 濟生會高岡醫院） -  廣上北部 - 中田團地 - 常國團地前 - 中田町
  - 上記3條路線到達終點站中田町後，巴士會折番往高岡站前。另外，途經小泉的班次在下條至下麻生北間之間為自由上下車區間，除了巴士站以外的位置也可上下車。

伏木·冰見市方向
- ※「桑之院·坪池線（經新守山）」：濟生會高岡醫院 - （中略） - 高岡站前 - （中略） - 冰見市民醫院前 - 谷屋 - 小久米 - 觸坂 - 桑之院 - 坪池
  - 在2016年10月1日時間表修正起廢除[46]。
- 「三尾線」：冰見站前 - （冰見漁港口（日语：道の駅氷見）） - 冰見中央 - （中略） - 冰見市民病院 - 三尾
- 「熊無·論田線」：冰見站前 - （冰見漁港口） - 冰見中央 - （中略） - 冰見市民醫院 - 熊無 - 論田 - 冰見市民醫院 - （中略） - 冰見中央 - （冰見漁港口） - 冰見站前
  - 2條路線在2018年4月1日時間表修正起廢除[48]。

- 「高岡支援學校線」：

末廣町 → 廣小路 → （中略） → 海老坂 → 高岡支援學校（只限早上8時時段班次）
高岡支援學校 → 海老坂 → （中略） → 高岡站前（只限下午3時時段班次）
- 只於平日行走，星期六、日、假日及學校假期暫停服務。在2019年10月1日時間表修正改正起廢除。

- 「磯煙火線（經伏木）」：AEON Mall高岡 → 新高岡站 - （中略） - 高岡站前 - （中略） - 岩崎 - 磯煙火
  - 在2020年4月1日時間表修正起廢除[50]。

高岡市東部、射水市、富山市方向
- 「高岡周遊觀光巴士『Mawarun』」：新高岡站 - 瑞龍寺口 - 高岡站前 - 金屋町（日语：金屋町 (高岡市)） - 橫田町 - 高岡御車山會館（日语：高岡御車山会館） - 菅野家 - 高岡大佛前 - 高岡站前 - 瑞龍寺口 - 新高岡站
  - 行走於高岡市中心，途經各個觀光景點的觀光巴士路線。在2015年4月24日起，逢星期五至日和假日行走[51]。在開始營運當初為預約制。在2016年4月2日起，路線途經新高岡站，並且不再需要預約，同時改為只於星期六及假日行走[52]。在2018年度以後再沒有開辦[53]。

- 「海王丸公園線（經石瀨·牧野）」：濟生會高岡醫院 - （中略） - 高岡站南口 - 大野 - 野村 - 石瀨本町 - 向陵高校前 - 美原町 - 下田 - 能町南 - 牧野 - 中曾根 - 新湊廳舍前 - 立町 - 八幡町 - 海王丸公園（日语：海王丸パーク）
  - 在2018年4月1日時間表修正起廢除[48]。

- 「五十里線（經守護町）」：高岡站前 - 廣小路 - 志貴野中學前 - 熊野町 - 開發町 - 守護町二丁目 - 守護町 - 二上 - 守山 - 須田 - 五十里東町 - 五十里 - 須田 - （中略） - 高岡站前
- 「水戶田線（經大門小學）」：高岡站前 - 蓮花寺 - 大門小學（日语：射水市立大門小学校）前 - 水戶田 - 水戶田口
  - 曾經「富大附屬醫院線（經水戶田·太閤山）」連接職業安定所前至富山市富山大學附屬醫院（日语：富山大学附属病院）之間。在2018年10月1日時間表修正起，路線縮短至高岡站前至水戶田口之間[54]。在廢線前的行走區間如下：
    - 職業安定所前 - 高岡市民醫院 - 中川上町 - 高岡站前
    - 水戶田口 - 太閤山（日语：太閤山）Pasco前 - 親子公園（日语：富山市ファミリーパーク） - 富山大學附屬醫院
- 「櫛田線」：櫛田（日语：櫛田神社 (射水市)） → 生源寺 → 水戶田 → 大門小學前 → 蓮花寺 → 高岡站前
  - 上述3條路線均在2020年4月1日時間表修正起廢除[50]。

高岡市西部方向
- 「福岡高校線（經橫田本町）」：高岡站前 - （中略） - 福岡町 - 福岡高校（日语：富山県立福岡高等学校）前
- 「福岡高校線（經厚生連醫院）」：高岡站前 - 博勞町 - 厚生連醫院前 - 羽廣 - （中略） - 福岡高校前
  - 上述2條路線均在2019年4月1日時間表修正起廢除（最後行走日為3月29日）[55]。

高岡市南部、礪波市、南礪市方向

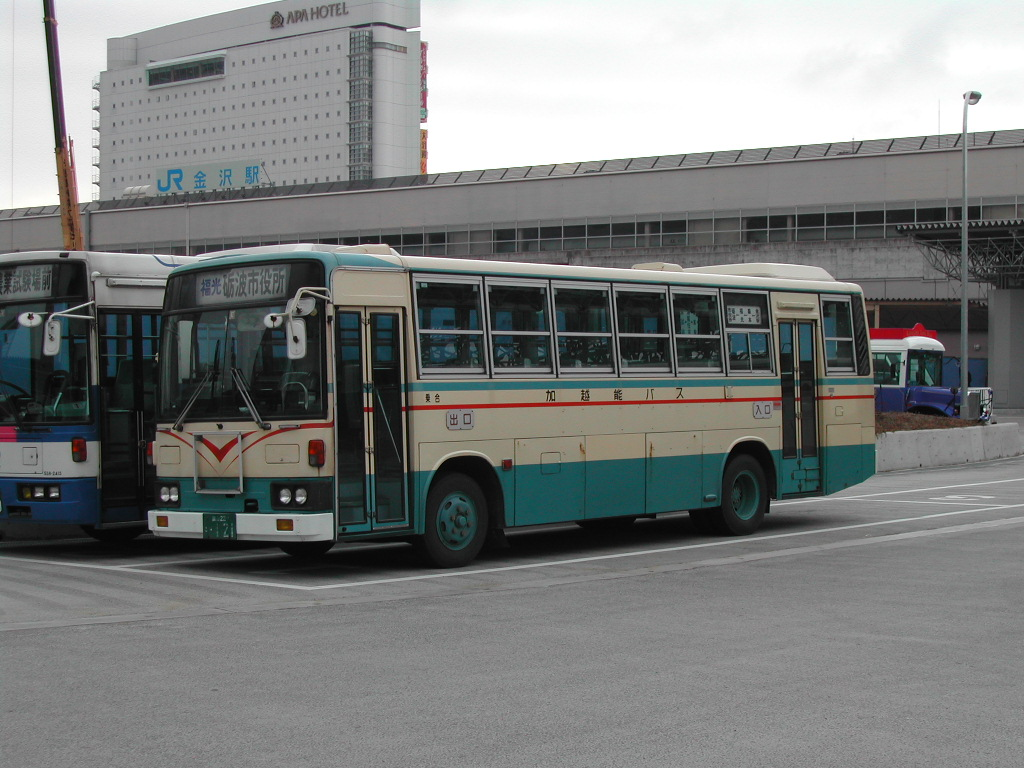
金澤線 前往礪波市政廳前 於金澤站前拍攝

- 「栴檀野線」：礪波市政廳前 - 市立礪波綜合醫院前 - 礪波站前 - 太田 - 安川 - 礪波學園口 - 瀨成新 - 瀨成山 - 正權寺 - 增山 - 宮森 - 瀨成新  - （中略） -  礪波市政廳前
  - 在2011年10月1日時間表修正起廢除[56]，替代路線包括「礪波綜合運動公園線」和礪波市營巴士「東般若·栴檀野線」。

- 「金澤線」：礪波市政廳前 - 礪波站前 - 礪波綜合醫院前 - 高儀 - 福野 - 東石黑 - 福光站前 - 砂子谷 - 森本站前 - 東山 - 橋場町（日语：橋場町 (金沢市)） - 武藏辻（日语：武蔵ヶ辻） - 金澤站前
  - 路線跨越富山縣，進入石川縣金澤市。在福光站前至金澤站前之間與西日本JR巴士名金線並行。裁至廢除一刻，所有JR巴士車票、回數票等均不能夠在加越能巴士上使用。另外，在JR巴士新設的10個巴士站中，沒有停靠其中5個（川口眼科前、一福茶屋前（日语：道の駅福光）、法林寺前、戶保家、森山），其餘五個（兼六元町、兼六園下·金澤城、廣坂（日语：広坂 (金沢市)）、21世紀美術館、香林坊（日语：香林坊）、南町（日语：南町 (金沢市)）·尾山神社）由於行走路線相異而不停靠。在武藏辻至金澤站前之間的走線中，金澤方向的班次途經六枚町，礪波方向的班次途經本町（Rifare前）。福光至森本之間，路線途經國道304號。上述提及世界遺產巴士沿路種滿了櫻花樹，該國道304號上也有由佐藤良二種植的櫻花樹。
  - 在2016年10月1日時間表修正起廢除[46]。

- 「礪波立野脇線」：礪波市政廳前 - （中略） - 礪波站前 -（中略） -  福野町 - （中略） - 福光站前 - 福光本町 -  （中略） - {{Translink|ja|広瀬館村|廣瀨館村|廣瀨館]] -  古館 - 西太美（日语：西太美村） - 長澤 - 南才川 - 太美山（日语：太美山村） - （中略） - 越中吉見 - 福光溫泉（日语：福光温泉） - 立野脇
  - 在福光站前至立野脇之間的路段於2001年（平成13年）11月30日取消，由西日本JR巴士太美山線（日语：太美山線）承繼[57][58]。
  - 在2019年10月1日起，南礪市的區間由南礪市營巴士接管（礪波市區間被廢除）[59]。

- 「井波·庄川Cruise Shuttle」：城端站前 - 交通廣場 - 木彫之里 - 道之驛庄川（日语：道の駅庄川） - 水紀念公園前 - 小牧堰堤
  - 此路線是連接南礪市城端·井波和礪波市庄川峽（日语：庄川峡）·小牧堰堤的穿梭巴士。在2018年4月1日開始營運[60]。除了年尾年頭外的星期六、日及假期營運。若配合庄川觀光船的時間，只有2個往返班次。另外設有1個往返班次，只來往城端站前至木彫之里之間[61]。在2020年3月29日取消[50]。

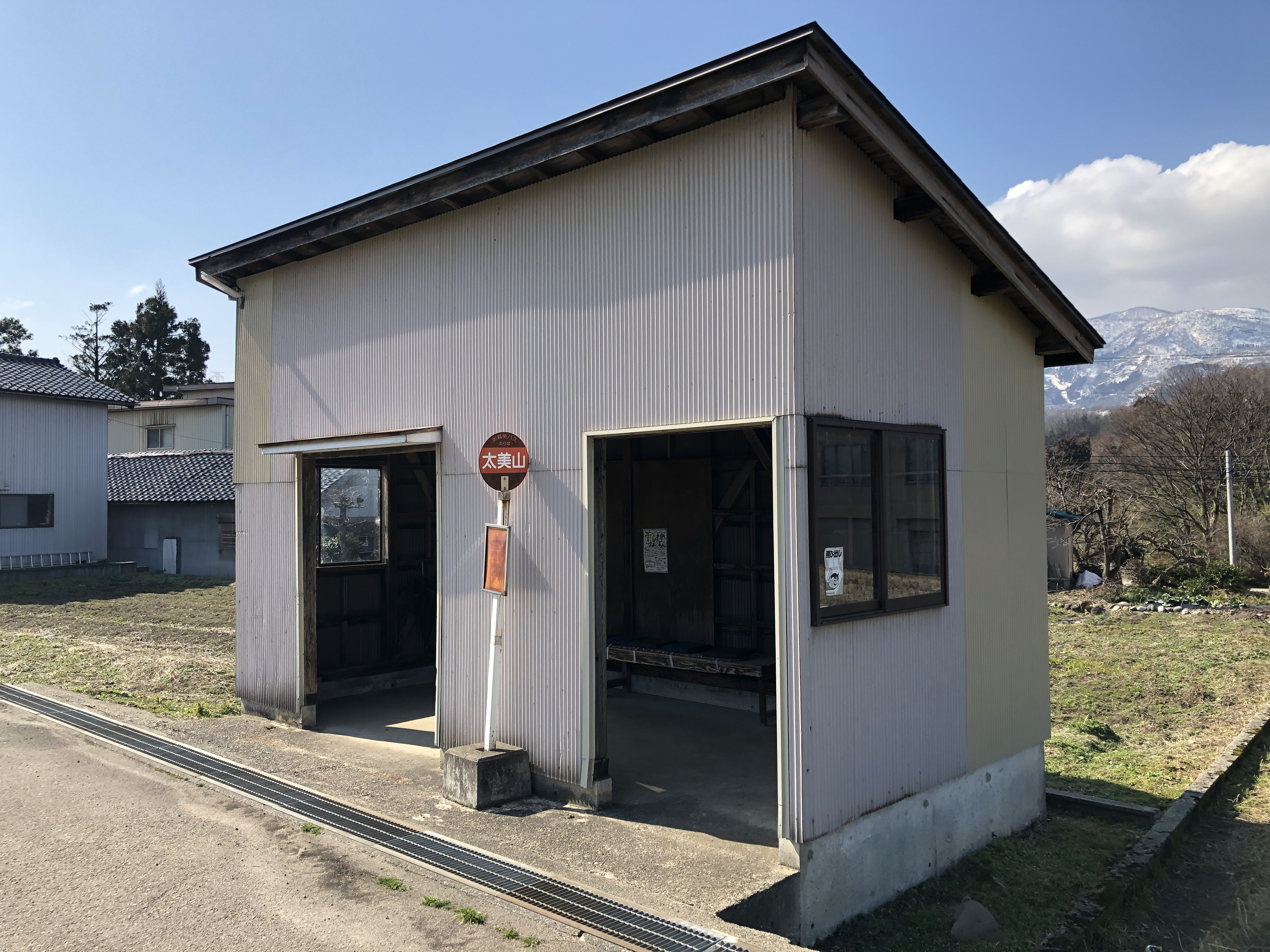
太美山巴士站
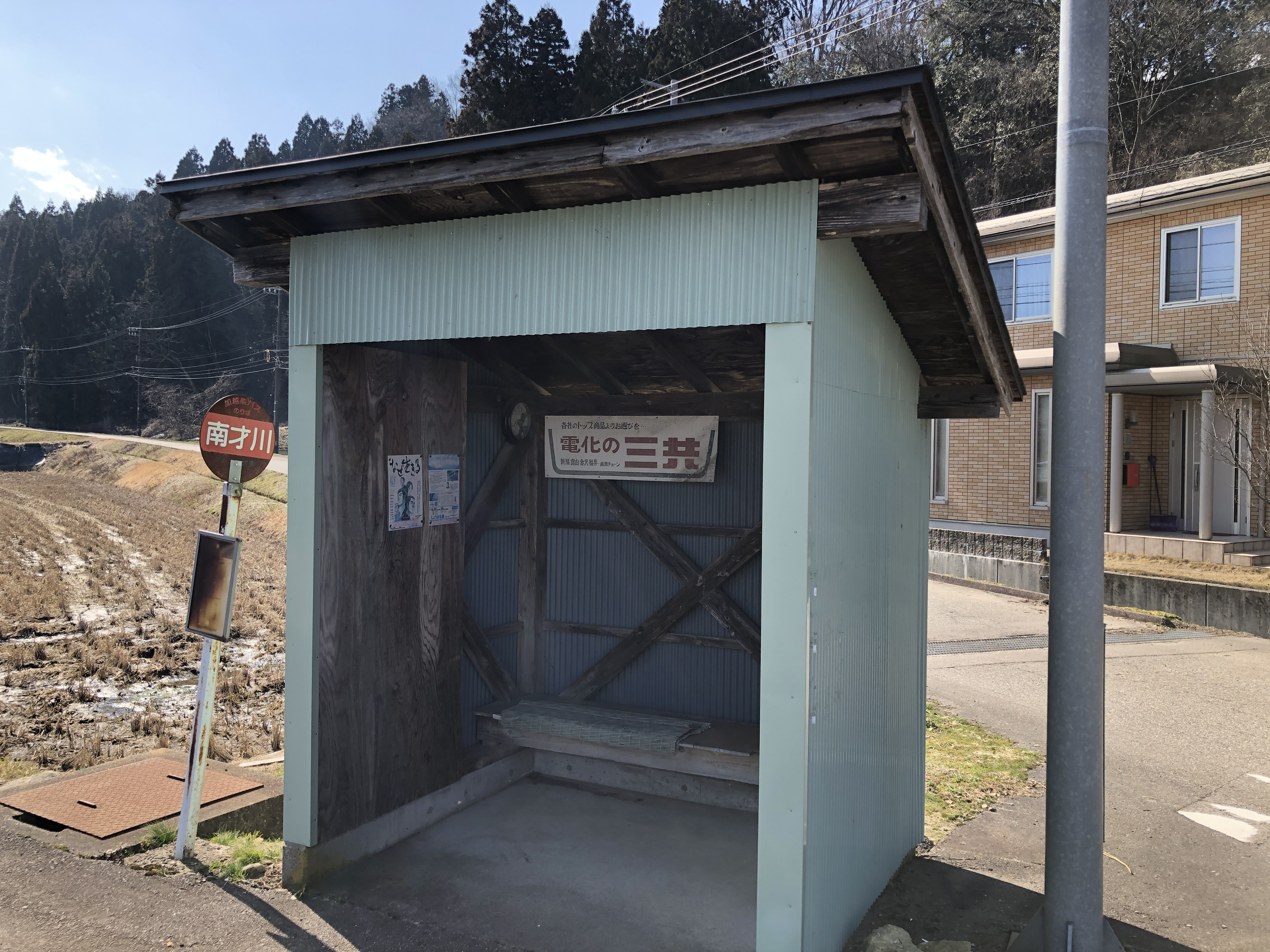
南才川巴士站
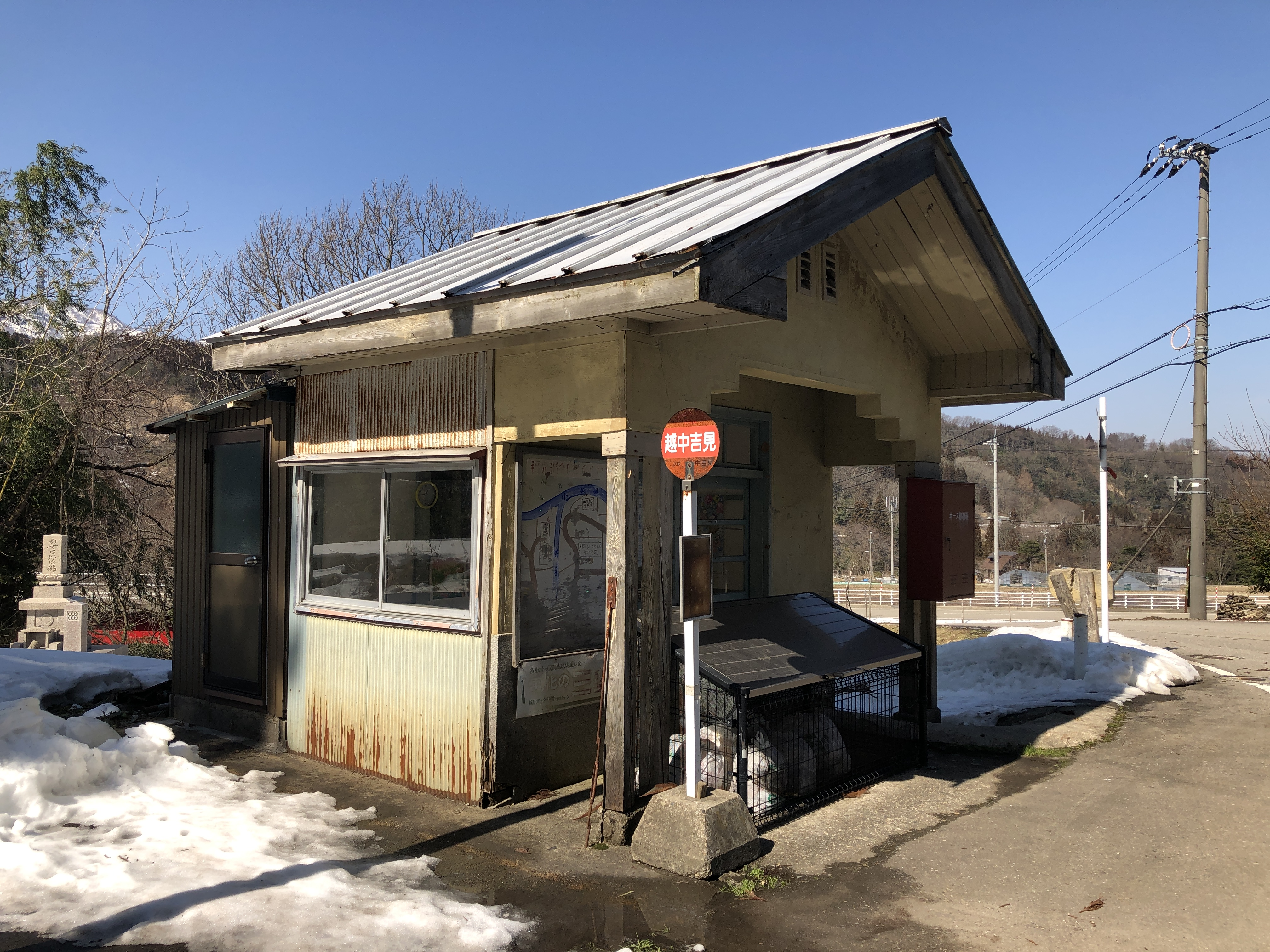
越中吉見巴士站
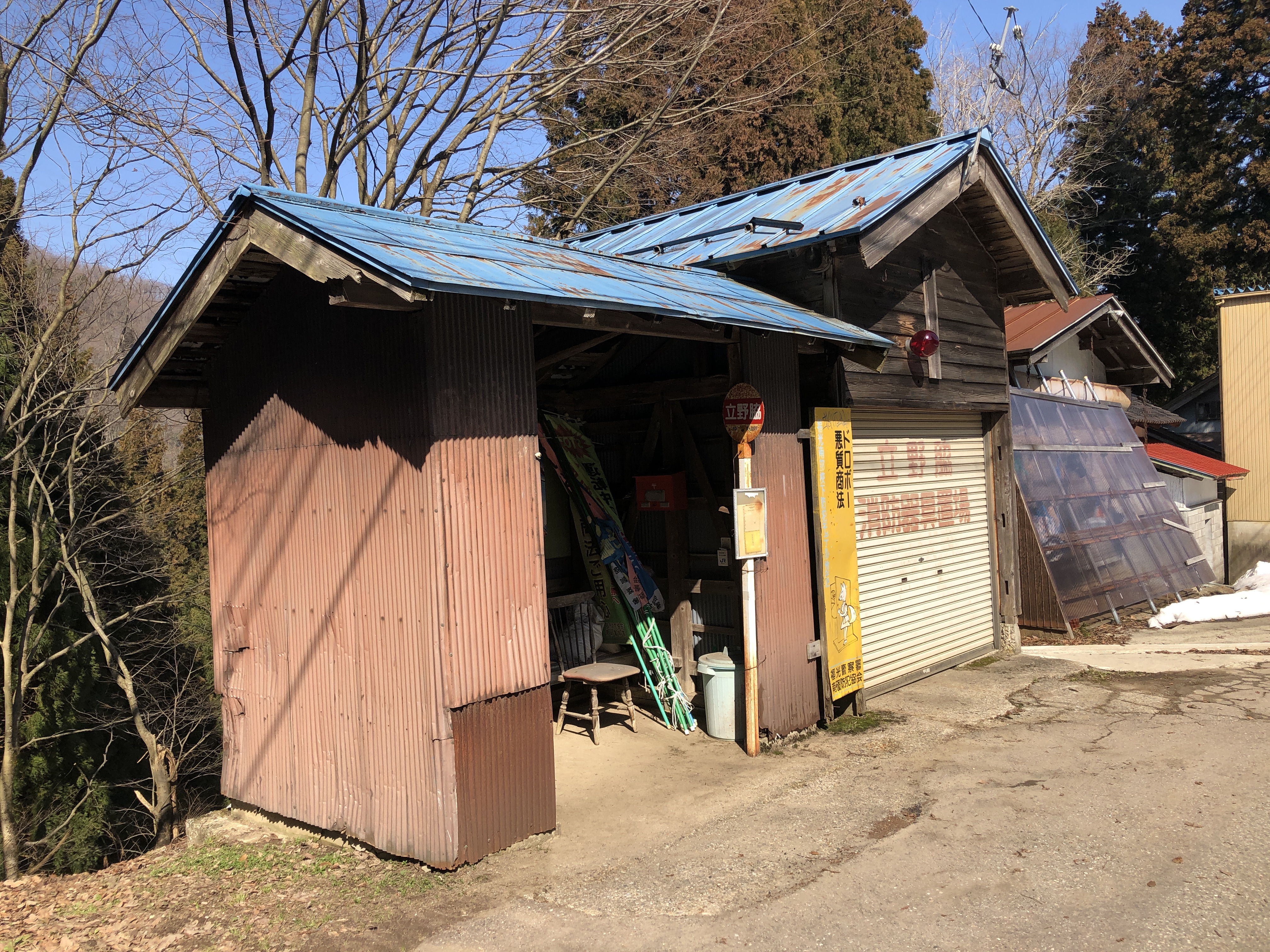
立野脇巴士站

#### 觀光巴士路線
- 「金沢〜奧特萊斯購物城線」：金澤站西口 - （國道8號 (日本)金沢繞道（日语：金沢バイパス）、津幡繞道（日语：津幡バイパス）、津幡北繞道（日语：津幡北バイパス）、俱利伽羅繞道（日语：俱利伽羅バイパス）、小矢部繞道（日语：小矢部バイパス）） - 三井奧特萊斯購物城北陸小矢部
  - 雖然路線不會途經高速公路，但是使用觀光巴士行走。
  - 2015年7月13日：開始營運[11]。當初為毎日行走。
  - 2017年3月31日前，與北陸鐵道聯營。
  - 2023年3月26日最後一天行走。隨後與上述高速巴士礪波 - 金澤線合併。在廢除前只於星期六、假日及年尾年初行走。

#### 高速巴士
- 「高岡 - 奧特萊斯購物城線（奧特萊斯Liner）」：新高岡站 - 瑞龍寺口 - 高岡站南口 - 木津 - 東六家 - （能越自動車道） - 三井奧特萊斯購物城北陸小矢部
  - 在2017年3月1日廢除（最後行走日：2月26日）[62]。
- 「東京線（日语：東京 - 高岡・氷見線）」：冰見營業所 - 高岡站前 - 礪波站南 - 練馬站（練馬區公所前） - 池袋站東口 - Busta新宿（與西武巴士聯營）
  - 由於行車時間較長，因此引入了三排座車輛。
  - 在2017年5月15日，與東京至富山線合併[63]。
  - 在2023年8月1日，時間表修正起，加越能巴士暫停開辦班次。

#### 受託營運
- 高岡市社區巴士（日语：高岡市コミュニティバス）「小路」
  - 由於高岡市財政困難，在2018年3月31日結束行走[48][64]。
- 射水市社區巴士（日语：射水市コミュニティバス）
  - 在2016年9月30日結束行走[65]。路線改為委托三島野觀光（日语：三島野観光）和海王交通（日语：海王交通）負責行走。

### 車輛

#### 一般巴士路線車輛
長久以來，加越能巴士只有三菱扶桑和日野汽車製造的巴士。在2004年起引入日產Diesel（當時，現時：UD卡車）製巴士，在2011年引入五十鈴製巴士，現時加越能巴士擁有四間不同品牌的巴士。三菱和日野巴士佔八成，而日產Diesel和五十鈴巴士屬少數派。另外，約九成巴士都是中型巴士。截至2010年，只有5架大型巴士。此外，上述的瑞龍寺線穿梭巴士使用廂型車，車種為豐田Hiace。
加越能巴士積極引入低地台巴士。在1997年至1999年之間引入了5架One Step巴士，在2000年起增備9米長的日野HRNon Step巴士。截至2011年8月，包括社區巴士車輛在內，共有36架同型巴士。
在1999年起的新車中，已經使用LED式路線牌。另外4架One Step巴士也改裝使用LED式路線牌。
在2007年起，開始在加越能巴士一般巴士路線車輛引入行車紀錄儀。
車身顏色方面，在1998年前引入的車輛，以及後述的二手車輛（低地台巴士除外），這些車輛車身顏色是以奶油色為基礎，配以紅色和藍綠色，與西武巴士設計相近。在1999年起引入的新車，這些車輛車身顏色是淺綠色為基礎，配以白色和綠色。另外在2015年8月1日起，行走南礪至金澤線的車輛貼上了由P.A.Works（總部在南礪市）制作，描繪了電視動畫作品的角色的全車身廣告。
曾經在冰見營業所內的車輛統一為日野巴士，礪波營業所則為三菱巴士。最近冰見營業所也有三菱和日產Diesel巴士。另外，高岡營業所（總部）擁有四間不同品牌的巴士。

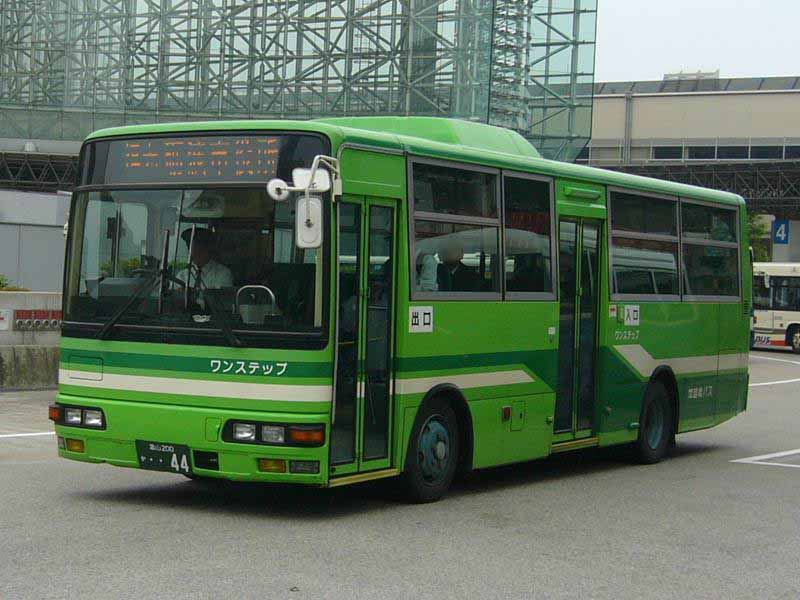
新色
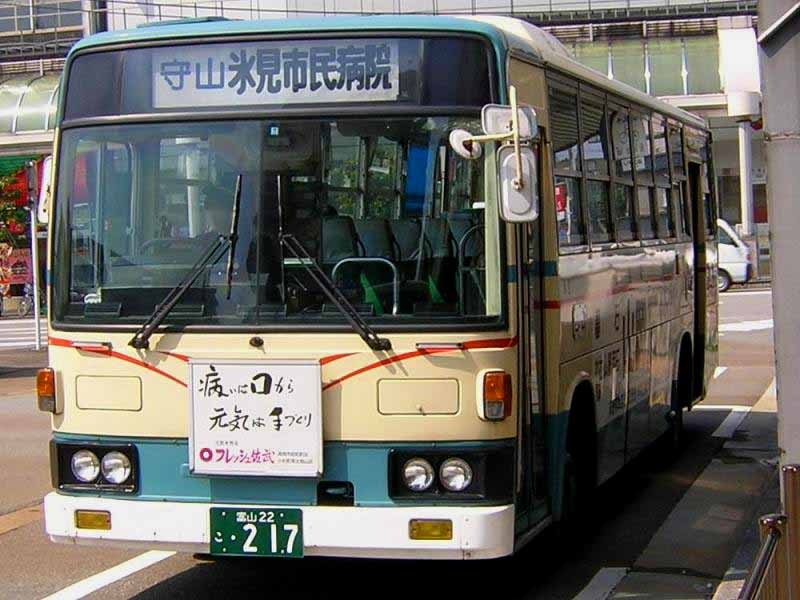
舊色
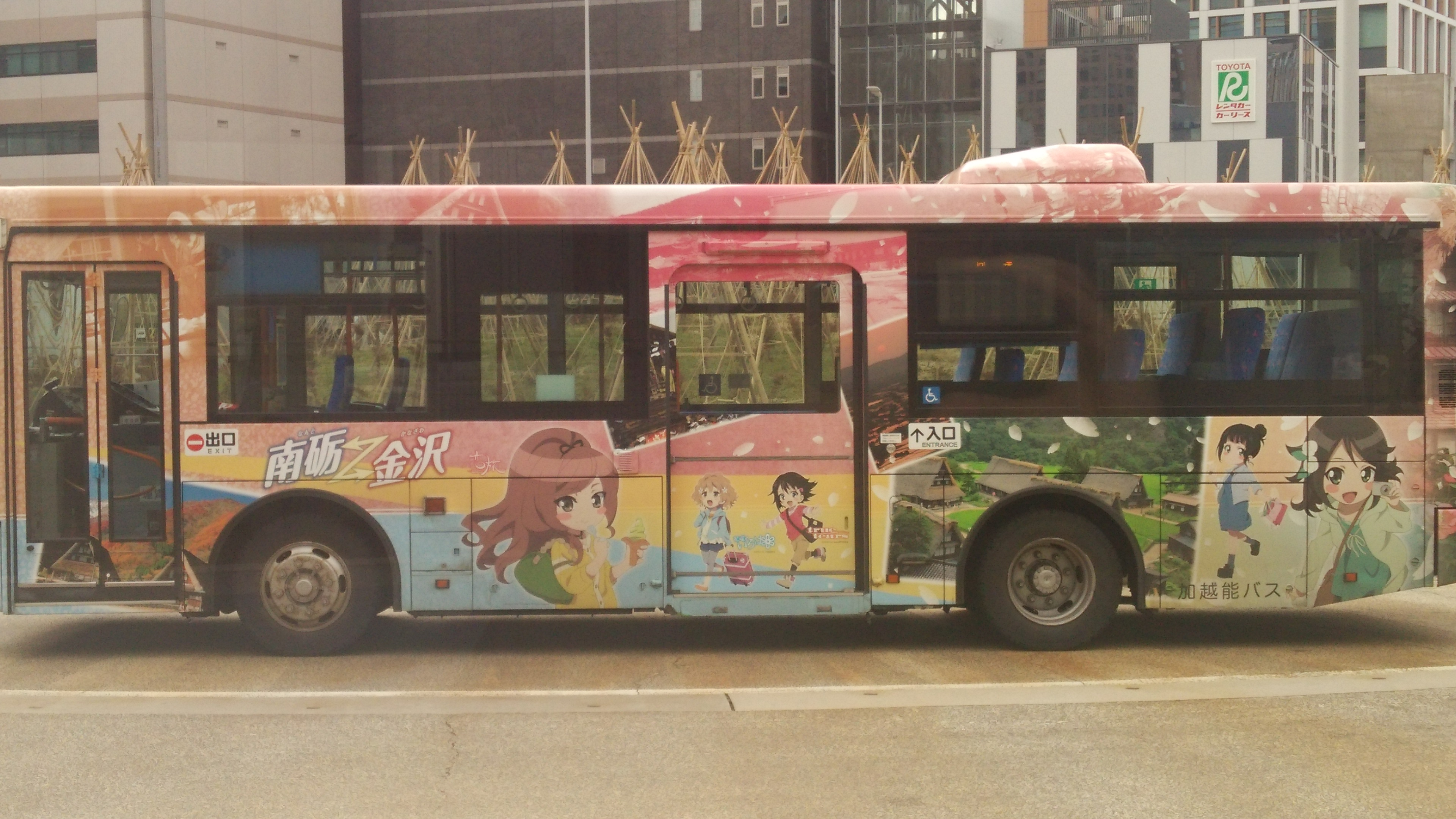
全車身廣告(南礪 - 金澤線)

#### 高速巴士車輛
高速巴士車輛方面，長久以來都是擁有日產Diesel（富士重工業或西日本車體工業製車身）製的巴士。在2008年引入來自三菱扶桑的代工生產車種Space Arrow A，在該年以後增備了日野S'elega。另外在2006年，加越能巴士從西武巴士接收一架日產Diesel Space Wing。

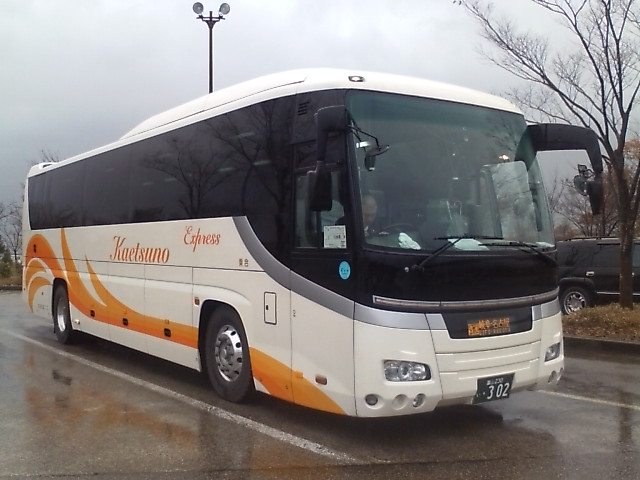
高速巴士車輛 日野「S'elega」
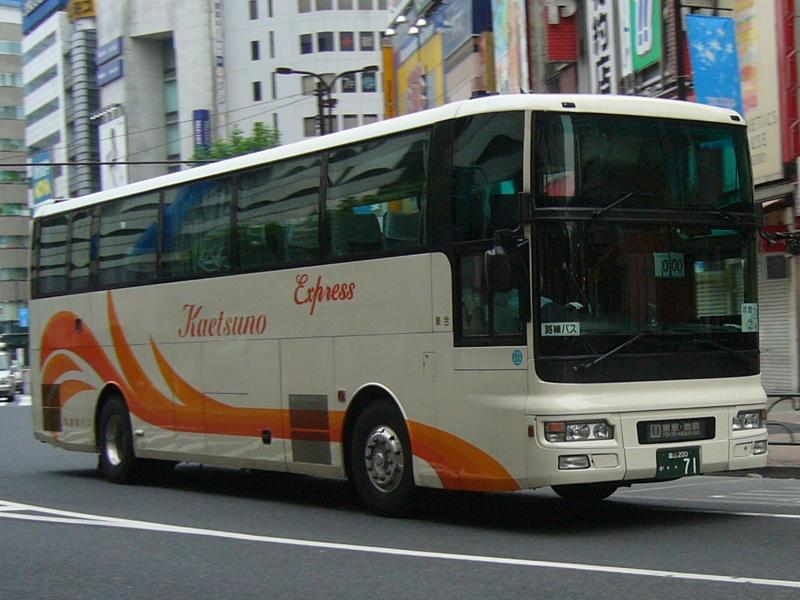
高速巴士車輛
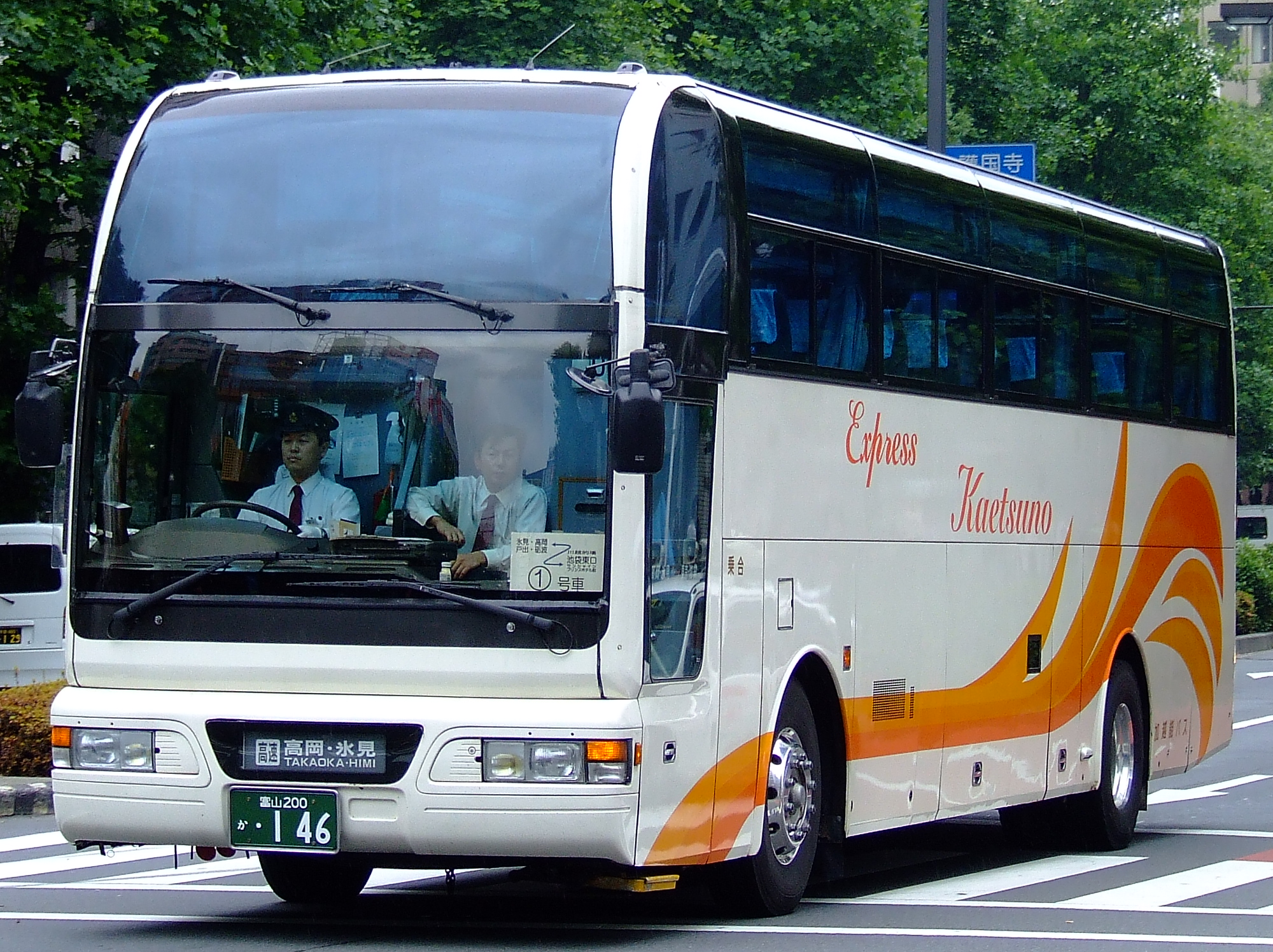
高速巴士車輛（前西武巴士車輛）

#### 包車巴士車輛
除了五十菱外，加越能巴士擁有其餘三間不同廠商的包車巴士車輛。在2002年起引入更多三菱扶桑製巴士後，三菱扶桑製巴士的佔有比上升。
與母公司富山地方鐵道一樣，在1992年前，都是從吳羽自動車引入三菱巴士。除了擁有Aero Bus K 外，也引入了方正車身的Sunshine Decker和Aero Queen K。在2000年代前期已經全部退役。上述提及，自2002年起引入三菱Aero Bus。在2008年引入新型Aero Queen，在2009年引入Aero Ace。
在2006年和2007年，因應多樣化的需求，加越能巴士引入2架設有升降台的大型巴士（日產Diesel Space Arrow）。
車身顏色方面與富山地鐵相同，以奶油色作為基礎，配上橙色和棕色的線條。在2002年至2007年引入的車輛中，均採用獨自的設計。這個設計包含了火鳥圖案並稱為鳳凰色，在各個巴士類型都配上不同配色，超高地台巴士使用彩虹色，高地台巴士使用黃色，中、小型巴士使用紫色，部分原來車輛也使用新塗裝。另外，高速巴士車輛在2003年也使用與新車一樣的設計，顏色為橙色。
在2008年4月，加越能巴士與富山地鐵和富山觀光巴士的包車部門合併。為此作為契機，同年把兩架新車（車型前述已提及）的車身使用新設計，使用了白色和粉紅色作為主要配色，上述三間公司使用相同的設計和配色。隨後把原本使用鳳凰色的車輛也順序翻噴新塗裝，預計在2011年前完成。

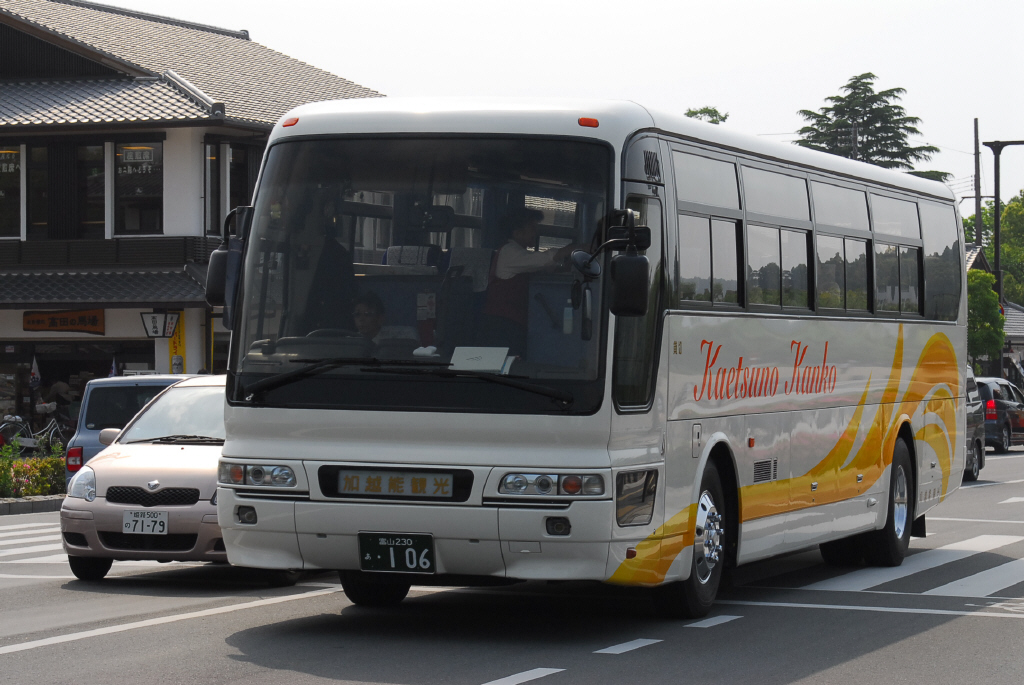
包車車輛
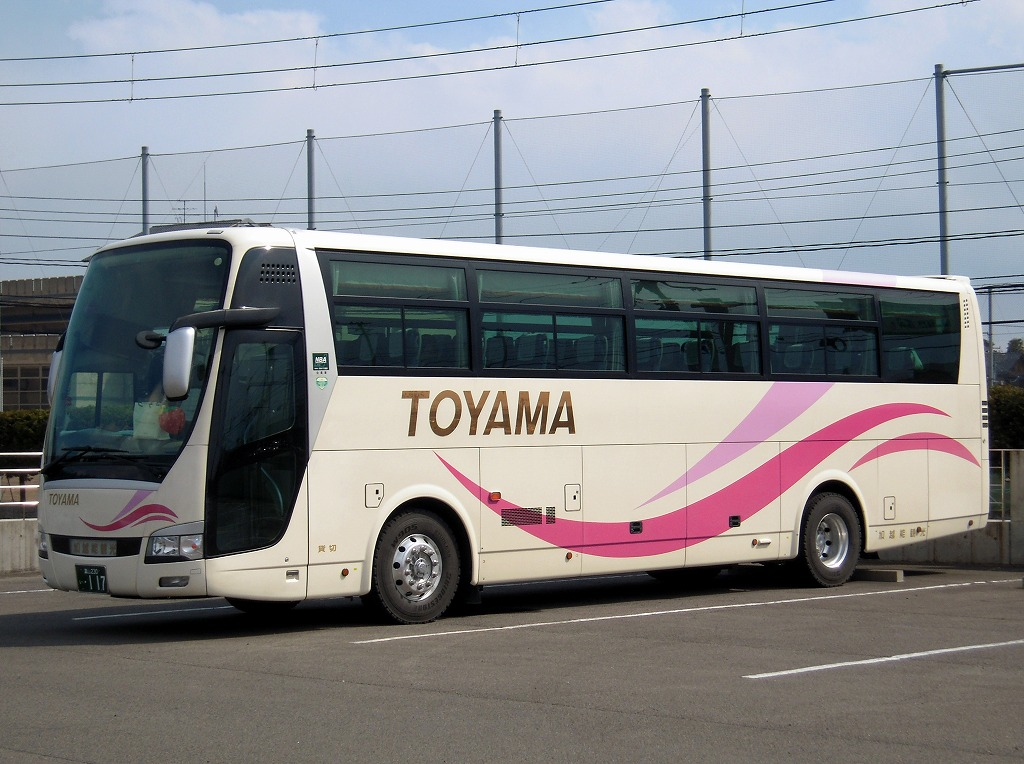
包車車輛（新塗裝，共用設計）
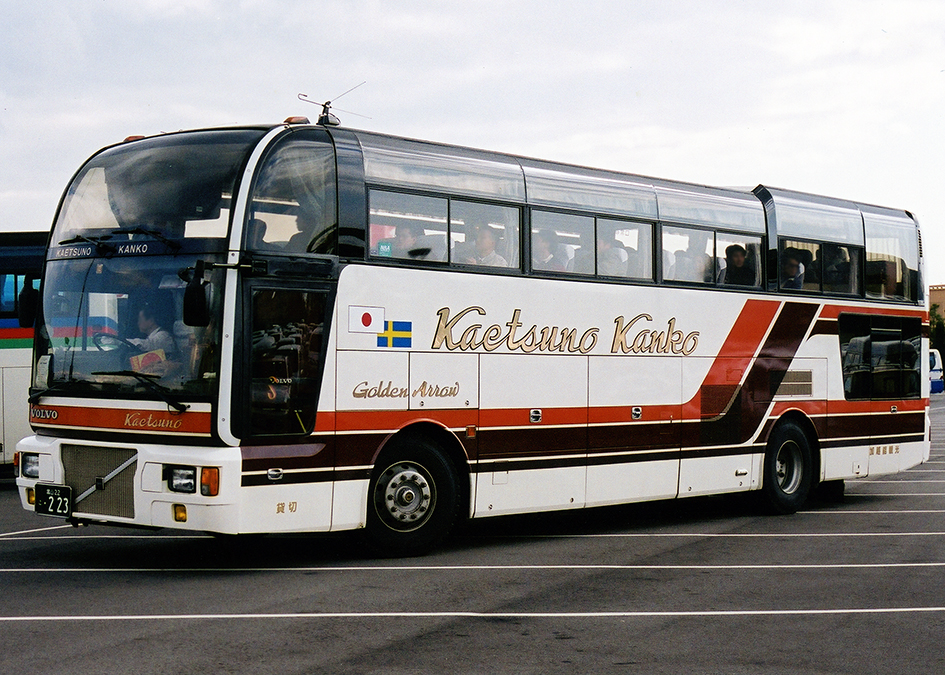
包車車輛 富豪Asterope（日语：ボルボ・アステローペ）「Golden Arrow」

#### 其他車輛
雖然加越能巴士積極引入新車，但是在2006年起開始從大型巴士公司引入二手車。一般巴士路線車輛方面，從2008年秋季主要從神奈川中央交通引入二手車，也有來自西武巴士和Life巴士的二手車。在2009年從明石市交通部引入日產Diesel RM 無梯級巴士。另外，包車巴士方面，從2006年起繼續引入新車同時，也從其他巴士公司引入二手車。

## 其他業務
保險中介
由加越能巴士保險部營運。
- 保險服務店：高岡店（富山縣高岡市江尻字村中，加越能巴士總部內）、魚津店（富山縣魚津市上村木）
- Aflac（日语：アフラック生命保険）服務店：富山根塚店（富山縣富山市根塚町）、東金澤站前店（石川縣金澤市三池榮町，由子公司金澤Family經營）
- 平和堂保險 Alplus Future City Favore（富山縣富山市婦中町（日语：婦中町）轡田，Future City Favore（日语：フューチャーシティ・ファボーレ）內） - 與平和堂聯營。

體育設施
- Sports Dome Airs：富山縣高岡市向野町三丁目43番地19

## 已廢除業務

### 鐵路業務

#### 路線
- 加越線（鐵路）- 1972年廢除
- 新湊港線（鐵路）- 2002年轉讓
- 伏木線（軌道）- 1971年廢除
- 高岡軌道線（軌道）- 2002年轉讓

### 加越能高速鐵道計劃
原本加越能鐵道成立的目的是為了建設加越能高速鐵道，當中有兩條路線，包括富山至金澤和高岡至七尾。富山至金澤方面，原本已經有一條北陸本線（即現時的愛之風富山鐵道線和IR石川鐵道線），而加越能鐵道的計劃是直接敷設路軌連接兩個都市。相對於當時北陸本線還是非電氣化，加越能高速鐵道計劃使用電動列車，所需時間預計是國鐵行走時間的的一半。
在1953年（昭和28年）2月27日，加越能鐵道申請兩條路線的鐵路許可。在1954年（昭和29年）5月批出許可，但是只限富山至金澤一段，高岡至七尾的一段暫時被擱置。後來，富山至金澤之間的路線中加入中途點高岡，並於1959年（昭和34年）12月批出工程許可。自此開始在電鐵富山站 - 太閤山（小杉町（現時：射水市）） - 地鐵高岡站之間進行收地項目。
在1965年（昭和40年）前，已經收購了一半的土地。但是由於機動化加速發展，使加越能鐵道和富山地鐵的客量開始減少。同一時期，北陸本線進行雙線電氣化工程，以提升北陸本線的行車速度。另外，經濟高度增長使提高了地價。使建設鐵路項目產生了變化。在1970年（昭和45年）中止建設鐵路。在翌年1971年（昭和46年）申請廢除動工。已經收購的路軌用地被財團法人富山縣民福祉公社購買，隨後這些用地變成了中央單車徑（富山縣道370號富山庄川小矢部單車道線的一部分）。
在本身富山至高岡之間的路線中，計劃中的起點站是在電鐵富山站，離開電鐵富山站後，於松川右岸進入高架橋路段，途經安野屋跨越神通川，隨後離開富山市區，途經新富山、富山大學南邊、下野和寺町。然後路線進入隧道區間，穿越吳羽丘陵。離開隧道後途經吳羽町、花之木、中老田、塚越、黑河、太閤山、水戶田。隨後再越過庄川，途經蓮花寺、大野。最後到達新高岡站。

## 注腳

## 外部連結
- 加越能巴士株式會社 （页面存档备份，存于）（日語）